# Pelzbesatz

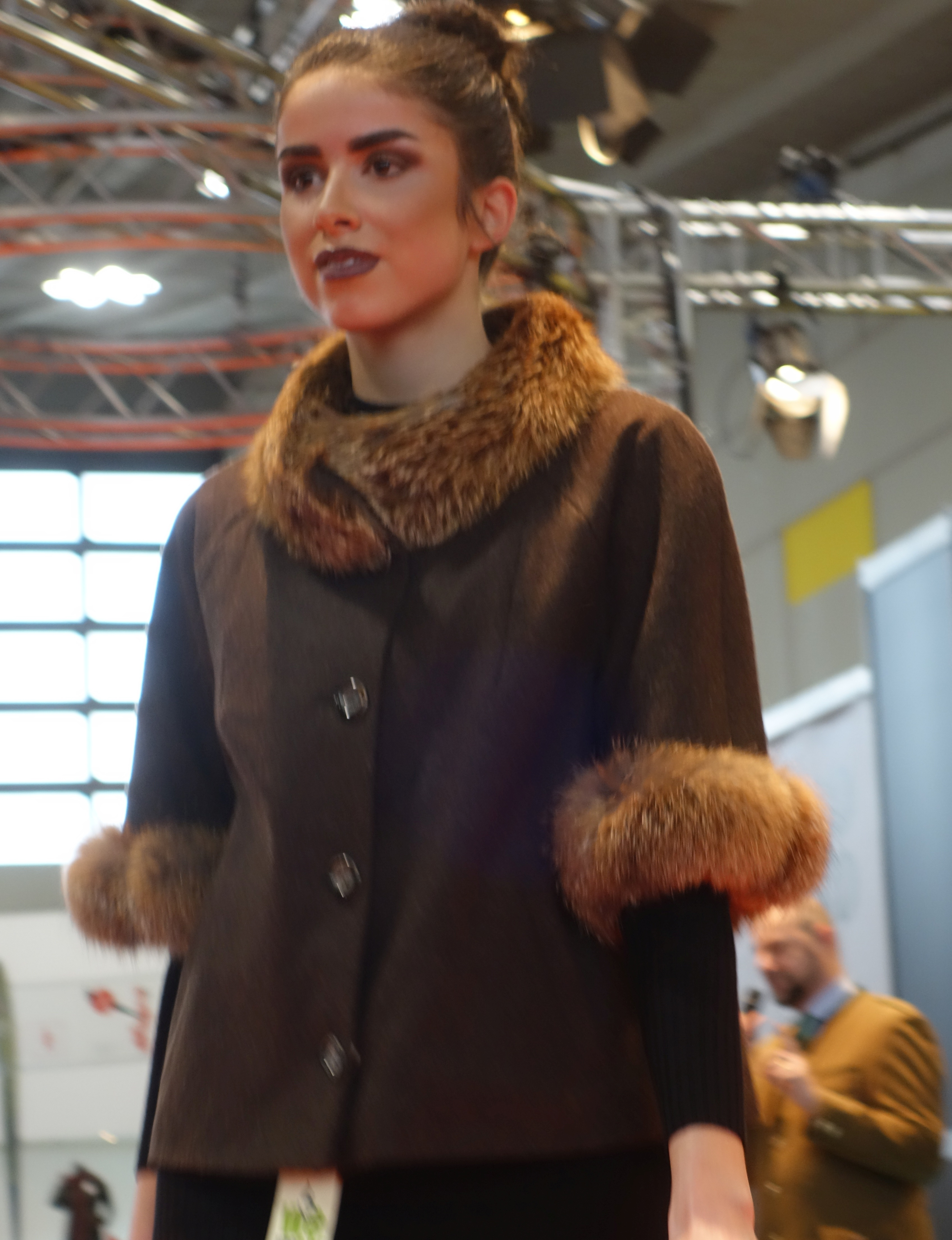
Rotfuchsbesatz auf Kragen und Manschetten (2018)

Als Pelzbesatz im engeren Sinn werden vor allem mit Pelz belegte Kragen oder Kapuzen verstanden. Weiter gefasst bezeichnet der Begriff jede auf Textilkleidung aufgebrachte Fellapplikation. Bevorzugt besetzt werden, neben dem Kragen, die Kragen- und Vorderkanten, die Ärmelkanten oder Manschetten, der Saum und die Taschenkanten. Insbesondere der Pelzkragen kann, statt fest angenäht, lose oder abnehmbar gearbeitet sein.
Bei einer Pelzjacke oder einem Pelzmantel meint Pelzbesatz einen aus einer zweiten Fellart gearbeiteten Oberkragen.

## Allgemein
Wenn der Pelzbesatz eine Verbrämung, also eine Umrandung der Kanten von Textilkleidung ist, kann dieser eine Fortsetzung beziehungsweise das Sichtbarmachen eines Pelzfutters nach außen sein, oder ein alleiniges Besetzen der Kanten. Wobei häufig, auch bei einem pelzgefütterten Kleidungsstück, für die Verbrämung oder den Kragenbesatz eine wertvollere oder für den Besatz geeignetere, attraktivere Fellart als für die Ausfütterung gewählt wird. Eine Sonderform des Pelzkragens ist der glockig fallende Wellenkragen.

## Geschichte

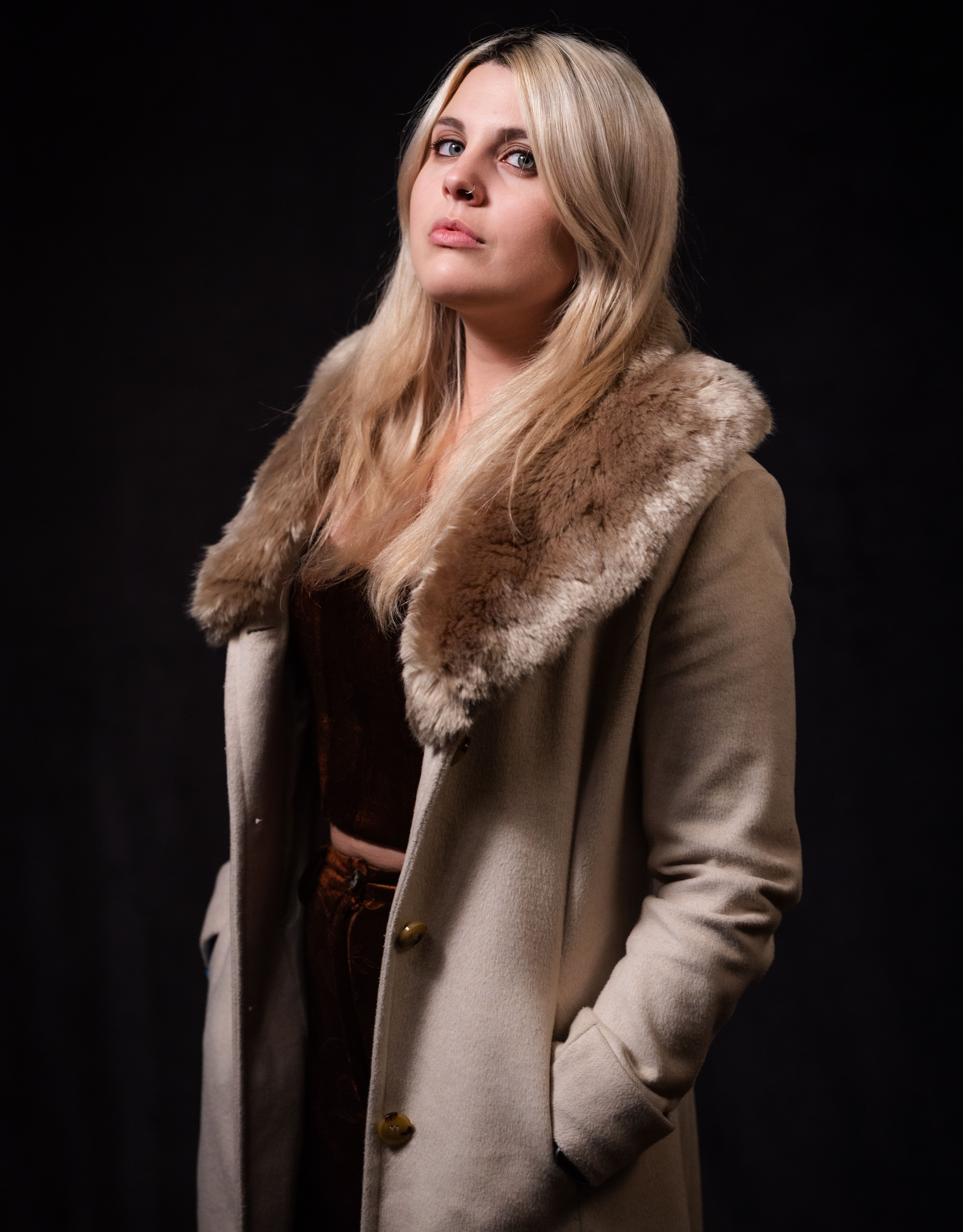
Besatz aus gerupftem Biberfell
(Katrina Rotondo, 2024)

Das Besetzen von Kleidern und Mänteln hat eine lange Tradition. Bereits steinzeitliche Malereien in der Höhle von Altamira in Spanien zeigen Jäger mit einem Beinkleid, das mit einem Ziegenfell besetzt ist.
Im Altertum findet sich insgesamt unter den höheren Ständen nur wenig Pelz, lediglich die Landbevölkerung, insbesondere die Hirten, nutzten wärmende Schaf-, Ziegen- oder Fuchspelze.
Das änderte sich völlig nach der sogenannten Völkerwanderung (etwa 375–568). Karl der Große war zwar einfach in seiner Lebensweise und tadelte den Kleideraufwand an seinem Hof, sein Mantel war jedoch, der Zeit entsprechend, pelzbesetzt. Die Hofkleidung wurde prunkhaft, an die Stelle eines einfachen Wamses trat eine zeremonielle Hofkleidung. Als wichtigste Fellarten für Besatz und Innenfutter wurden Zobel, Marder und Hermelin genannt, weniger oft für Deutschland Iltis, Wiesel und Fuchs. Im aufkommenden Bürgertum kleideten sich Kaufherren und Handwerker bald mehr oder weniger in Pelz. Die Kleidungsstücke jener Zeit waren Heuke, Tappert und Schaube. Sie waren mit Grauwerk (Feh) oder noch kostbareren Sorten ausgefüttert. Mächtige, pelzbesetzte Kragen schmückten die Kleidung nach außen. Bei nicht so kostspieligen Ausführungen genügte ein breiterer oder schmalerer Besatz. Fast immer gehörte jedoch der Pelz dazu, sei es nur als schmales Streifchen, das die Schaube, einen Halsausschnitt oder die Mantelschlitze umsäumte.
An manchen Orten scheint reine Pelzbekleidung als Zeichen der Sparsamkeit und Schlichtheit gegolten haben, verfeinernde Verbrämung dagegen schon als Luxus. Aus dem 13. Jahrhundert berichtete der Florentiner Chronist Giovanni Villani: „In der genannten Zeit (1260) lebten die Bürger von Florenz nüchtern … und gaben wenig aus. Sie kleideten sich und ihre Frauen in grobes Tuch und viele trugen das bloße Pelzwerk ohne Tuch …“ Das ganze Mittelalter hindurch nahm die erste Stelle unter den mit Pelz gefütterten oder verbrämten Obergewändern ein ärmellos getragener Mantel ein. Als Ende des 14. Jahrhunderts die Mode zu weiten Gewandformen überging und für den Mann der Tappert aufkam, wurde reichlich mit Pelz gefüttert und besetzt. Fast immer waren die Einschnitte und Ränder, die unteren wie die seitlichen, die Halsausschnitte und die Ärmelschlitze mit Fell verbrämt. Dies änderte sich kaum, als in der 2. Hälfte des 15. Jahrhunderts die europäische Tracht wieder enger wurde. Im 15. Jahrhundert findet man den Pelz unter anderem an den spitzen Ausschnitten und am Saum der französisch/niederländischen Frauenkleider. In Deutschland war die Mode züchtiger, die Kleider 15. Jahrhunderts hatten eine Pelzumrandung an dem kleinen, runden Halsausschnitt. Während in Italien die Männer des 15. Jahrhunderts häufig eine modische, pelzbesetzte Tracht trugen, war sie bei den Frauen verhältnismäßig selten.

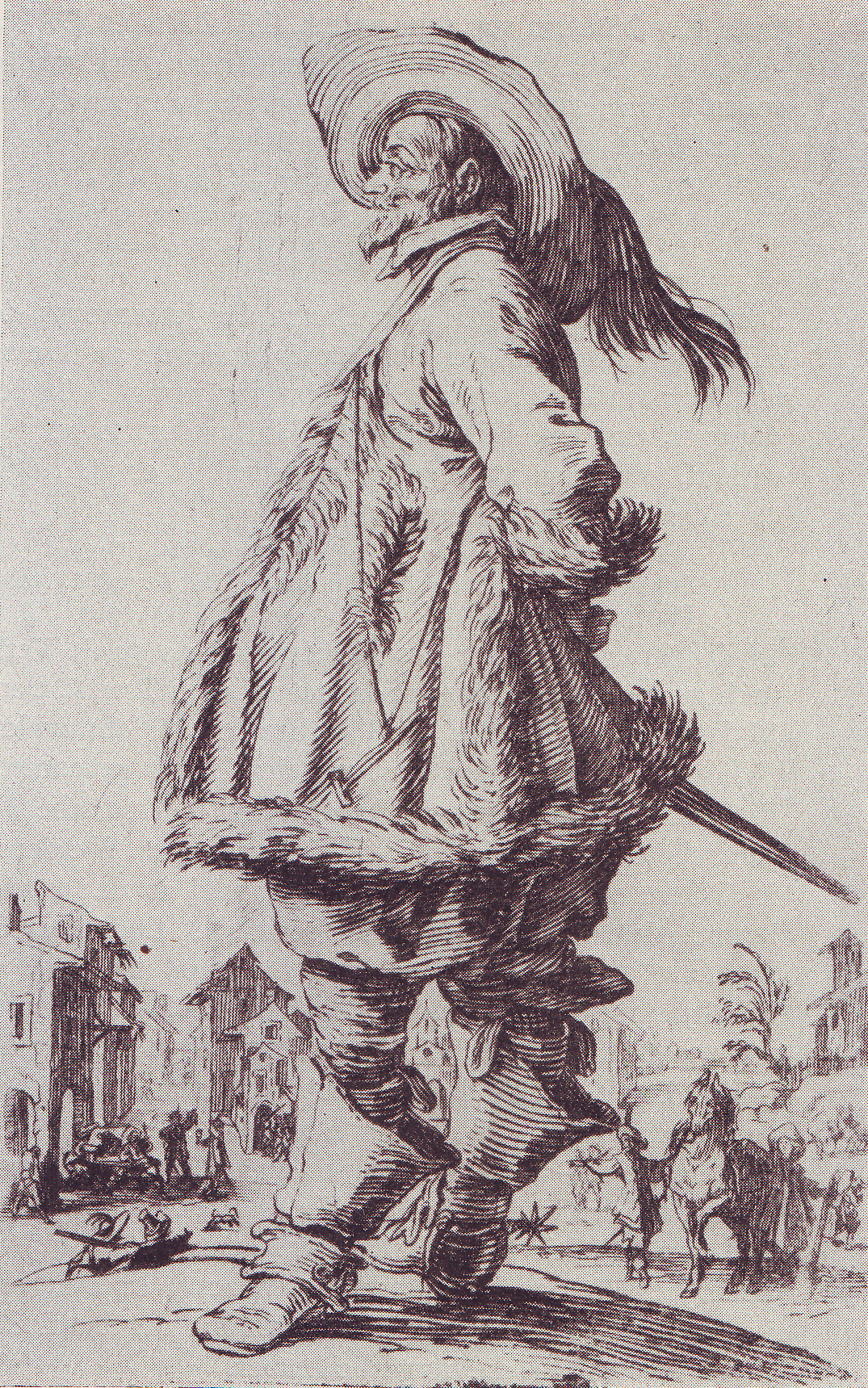
Französischer Kavalier, 17. Jh.

Mit der in den letzten beiden Jahrzehnten des 15. Jahrhunderts aufkommenden Schaube war der Pelz nicht mehr nur ein schmaler rahmender Besatz, sondern wurde zum breiten ausladenden Schulterkragen, als Aufschlag an den Vorderkanten ließ er gleichzeitig ein prächtiges Pelzfutter sehen. In der zweiten Hälfte des 16. Jahrhunderts begann ein Rückgang der Pelzverbrämung, der sich im 17. Jahrhundert fortsetzte. Die Kleidung wurde legerer. Da, wo die Pelzumrandung blieb, wurde sie schmaler. Der modische Kavalier trug jedoch eventuell einen halblangen Überrock, bei dem jetzt auch die seitlichen Schlitze, die Tascheneinschnitte und die Ärmel pelzverbrämt waren. In den letzten Jahrzehnten des 17. Jahrhunderts dominierte der Justaucorps die Herrenmode, ein langer Leibrock. In der Frauenmode spielte die Verbrämung im 17. Jahrhundert eine fast noch geringere Rolle als bei den Männern. In Holland wurden im Winter öfter mit Pelz gefütterte und verbrämte Kleider getragen. Ganz dominierend und für Holland charakteristisch, ab etwa 1633 abgebildet, war jedoch ein Jäckchen, das offenbar nur im Haus getragen wurde, der wohl „reizvollste Bestandteil der holländischen Frauenkleidung“ jener Zeit. Es war aus farbigem Atlas oder Samt gearbeitet, mit weißem Fell umrandet. Die Art des Felles scheint nicht überliefert zu sein, dem offenbar häufigen Gebrauch nach dürfte es sich um das reichlich verfügbare, preiswerte Kaninfell gehandelt haben. Es wurde auch vermutet, dass es gelegentlich Flaumfedern gewesen sein könnten.
In den Beitexten zu den Kleiderordnungen wurde häufig gegen den Pelzkragen opponiert, wenn er aus unerlaubtem kostbaren Material bestand, wie aus gutem, das heißt echtem Zobel.
Bei den mitteleuropäischen Damen kam im 17. Jahrhundert ein häufig bis zu den Schultern reichender rundlicher, vorn zugespitzter Kragen auf, der bis in das nächste Jahrhundert hinein aktuell blieb, mit dem sie das tiefe Dekolletee bedecken konnten. Der Name „Palatin“ oder auch „Palatine“, angeblich nach der Lieselotte von der Pfalz benannt, wurde bald die allgemeine Bezeichnung für Pelzkragen. Mit dem verstärkt in Mode kommen der Muffe wurden auch Zusammenstellungen von kleinen Pelzaccessoires aus dem gleichen Fell aktuell, sogenannte Pelzgarnituren. Das konnten kleine Pelzkrawatten, große Schals oder lose Kragen sein, zusammen mit einer Pelzmütze, vielleicht Pelzhandschuhen und fast immer mit einem Muff. In Straßburg trugen die Damen üppige Pelzkappen. Anstelle eines pelzverbrämten Kragens waren die ausladend abstehenden Epauletten des Kragenrocks mit Pelz verbrämt oder besetzt.
Mit dem ausgehenden 16. Jahrhundert verlor die männliche Tracht ihre führende Rolle in der Entwicklung der Mode. In der Herrenmode gab es nur wenig Pelzbesatz, der Pelz bestimmte das modische Bild kaum noch mit. Es gibt jedoch aus der Zeit durchaus noch Abbildungen von pelzgefütterten und -verbrämten Herrenmänteln und Umhängen. Der aus dem 17. Jahrhundert übernommene Umhang war im 18. Jahrhundert noch gefragt, auch zusammen mit Pelzverbrämungen. Gelegentlich finden sich Abbildungen eines mit Pelz umrandeten Leibrocks mit einem Pelzkragen. Im Gegensatz zu den Herren nahm der Pelzbesatz bei den Damen im 18. Jahrhundert zu. Das Frauenkostüm begann sich selbständig zu entwickeln. Nachdem sich der Fransen- und Tressen-Besatz der aus der, für die europäische Mode tonangebenden, französischen Mode kommende Louis-quatorze-Zeit überholt hatte, wurde das festliche Kleid oder der Manteau, ein sich vorn öffnendes, den Unterrock freigebendes Obergewand, stattdessen gern mit Pelz verbrämt.
Am Herrscherornat, an weltlichen sowie geistlichen Ordens- und Amtstrachten war der Pelz in vielen Ländern ein wesentliches Statussymbol. Innerhalb einer Hierarchie zeigte die Art des Felles teilweise den sozialen Rang seines Trägers an. Dominierende Fellarten waren Hermelin, Feh und gelegentlich Zobel. Beim Fürsten- oder Königsmantel hielt sich die Tradition an manchen Königshöfen bis in das 21. Jahrhundert, wie auch in anderen Bereichen zuletzt stark bedrängt durch die verstärkt aufgekommene Diskussion über das Recht auf Tiernutzung. Als Besatz befindet sich das weiße Fell des Winterhermelins an den Vorderkanten, vielleicht auch am Saum, in der Regel als Fortsetzung des Fellfutters. Der zugehörende große Kragen ist ebenfalls hermelinbesetzt. Diensttrachten mit Pelzbesätzen, oft auch mit Pelzfuttern, waren die Kleidung weltlicher und geistlicher Ordensgemeinschaften, die Schaube oder der Mantel bürgerlicher Amtsträger, wie Bürgermeister, Ratsherren und Universitätsvorsteher. Beim Klerus war es unter anderem die Almucia der Stiftsherren und die Mozzetta für die höchste Geistlichkeit. In der Militäruniform und bei den Soldatenpelzen kommt der Pelzbesatz wesentlich nur als Kragenbesatz und Kapuzenverbrämung vor. Als Fliegerjacke oder Bomberjacke fand die Pilotenjacke des Zweiten Weltkriegs Eingang in die Zivilmode, entweder als wattierte Kurzjacke, als Pelzjacke oder mit Fellkragen.

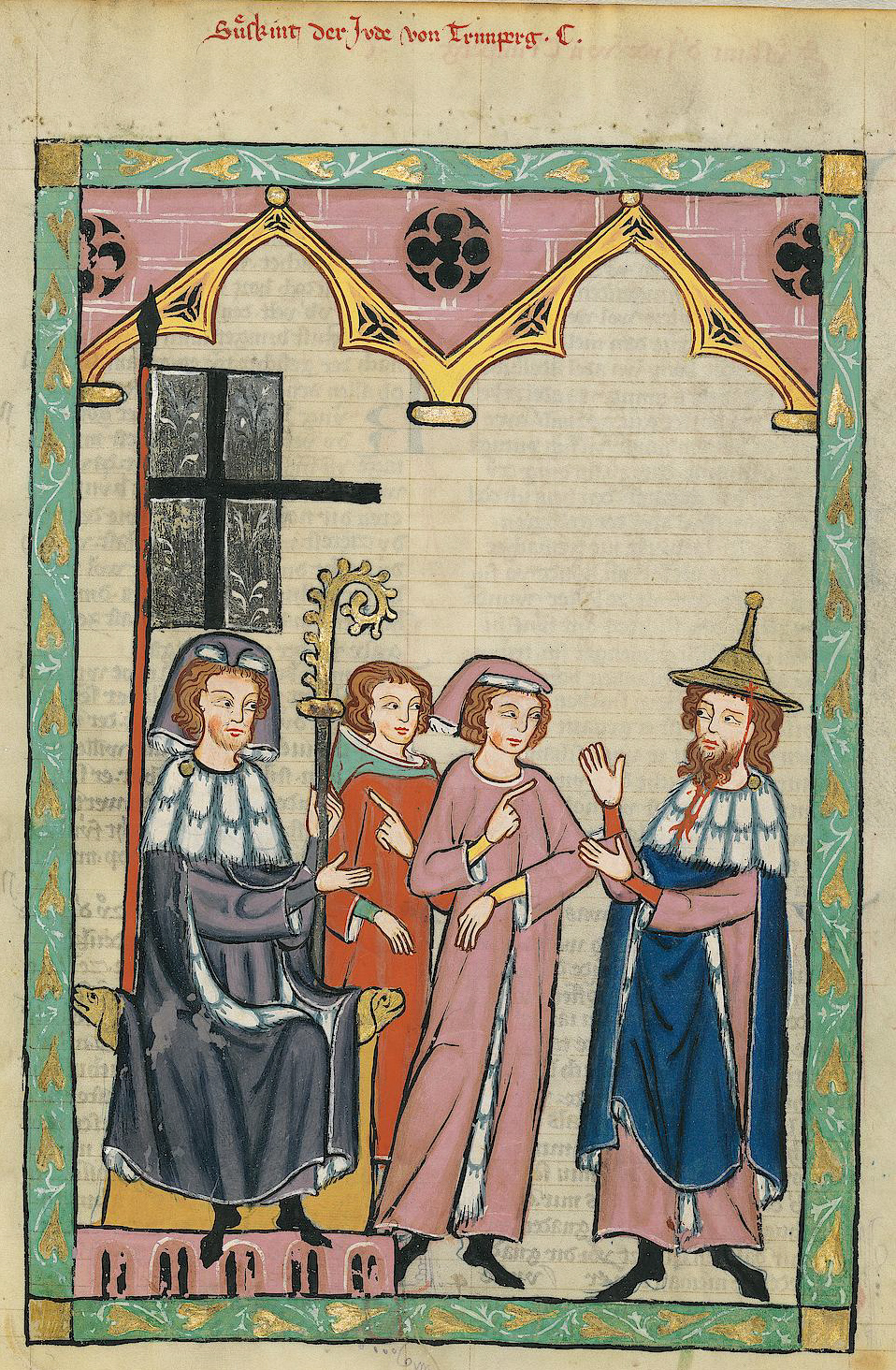
Besätze und Innenfutter aus Fehwamme (14. Jh.)
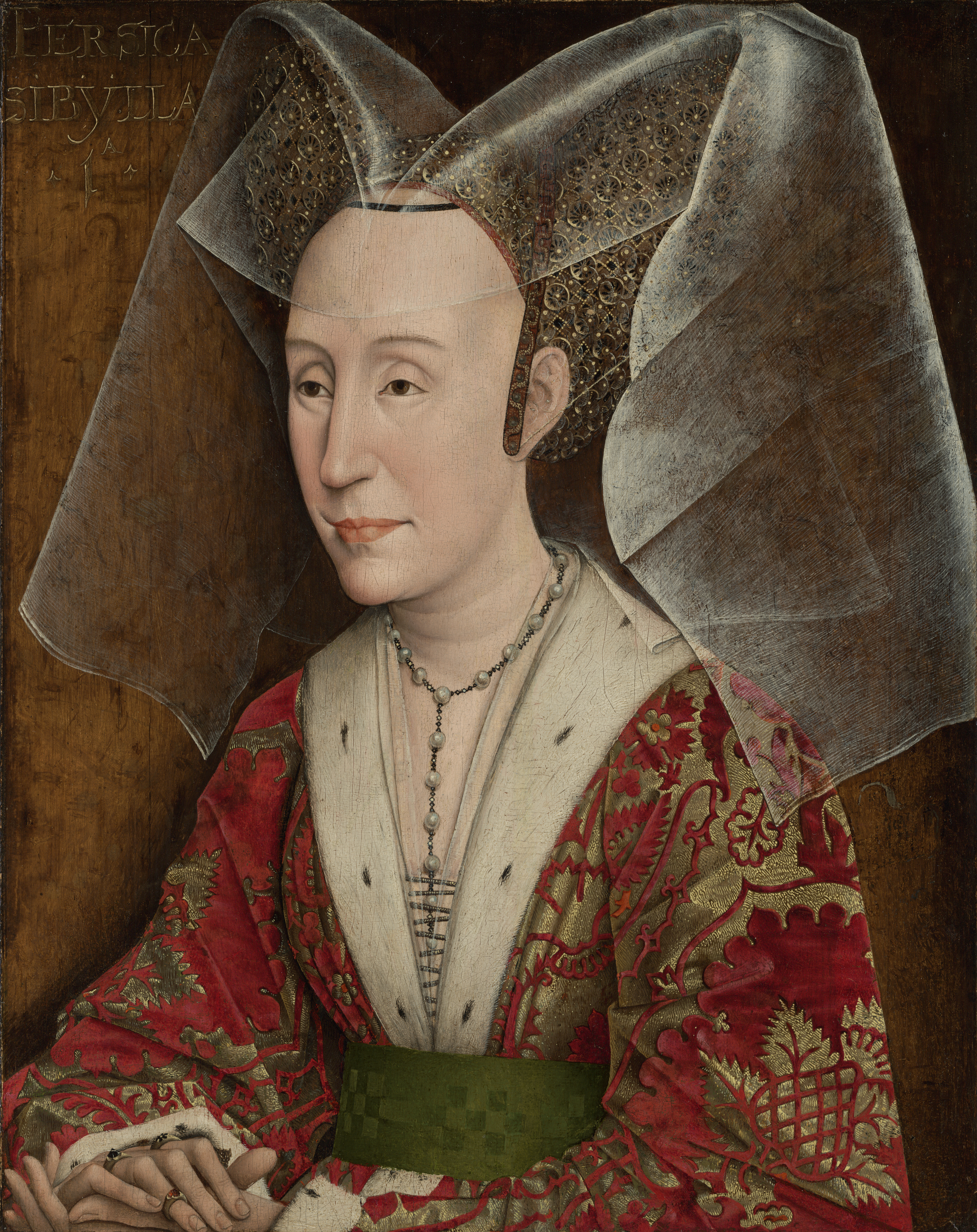
Isabella von Portugal, Hermelinbesatz (etwa 1445 bis 1450)
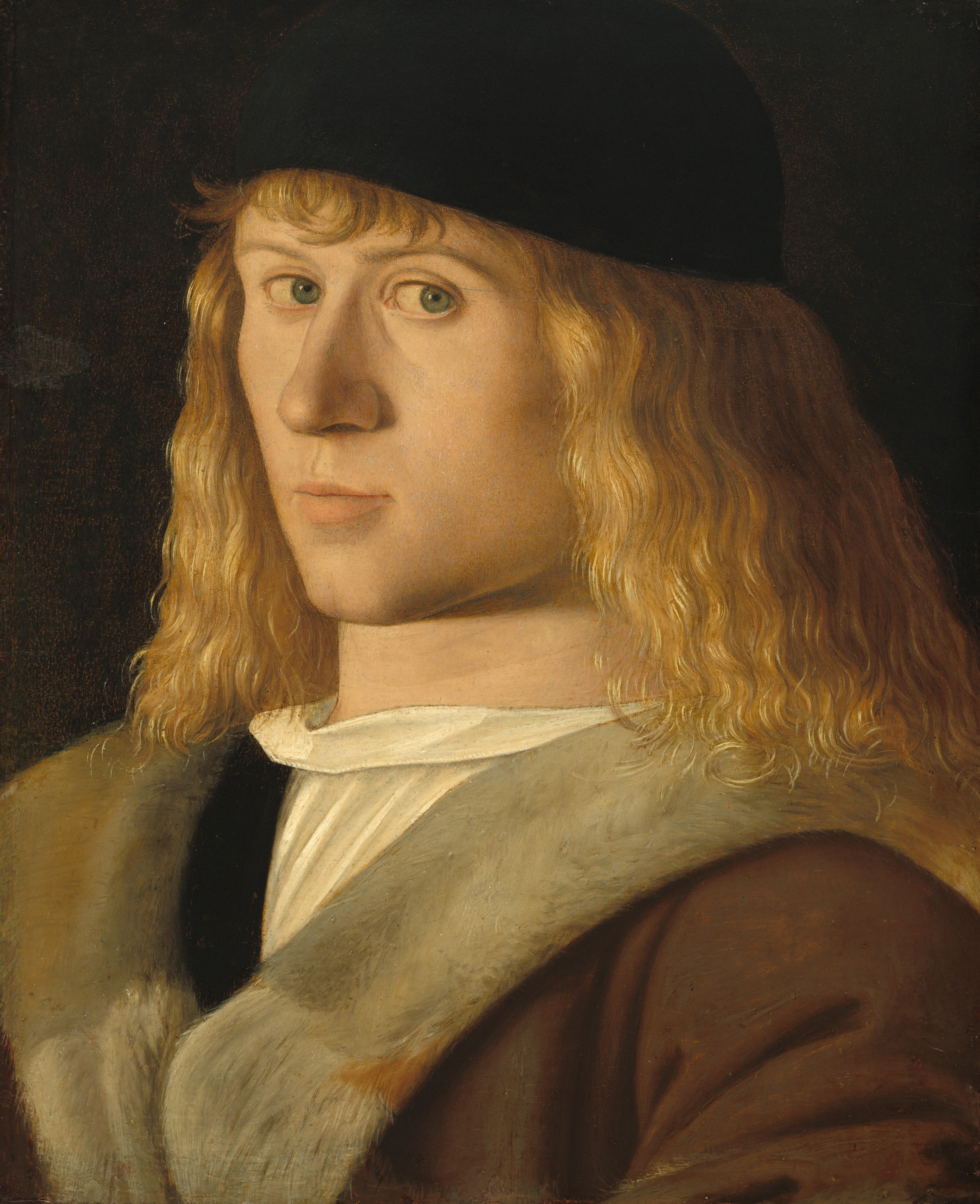
Venedig, Fehrückenbesatz (16. Jh.)
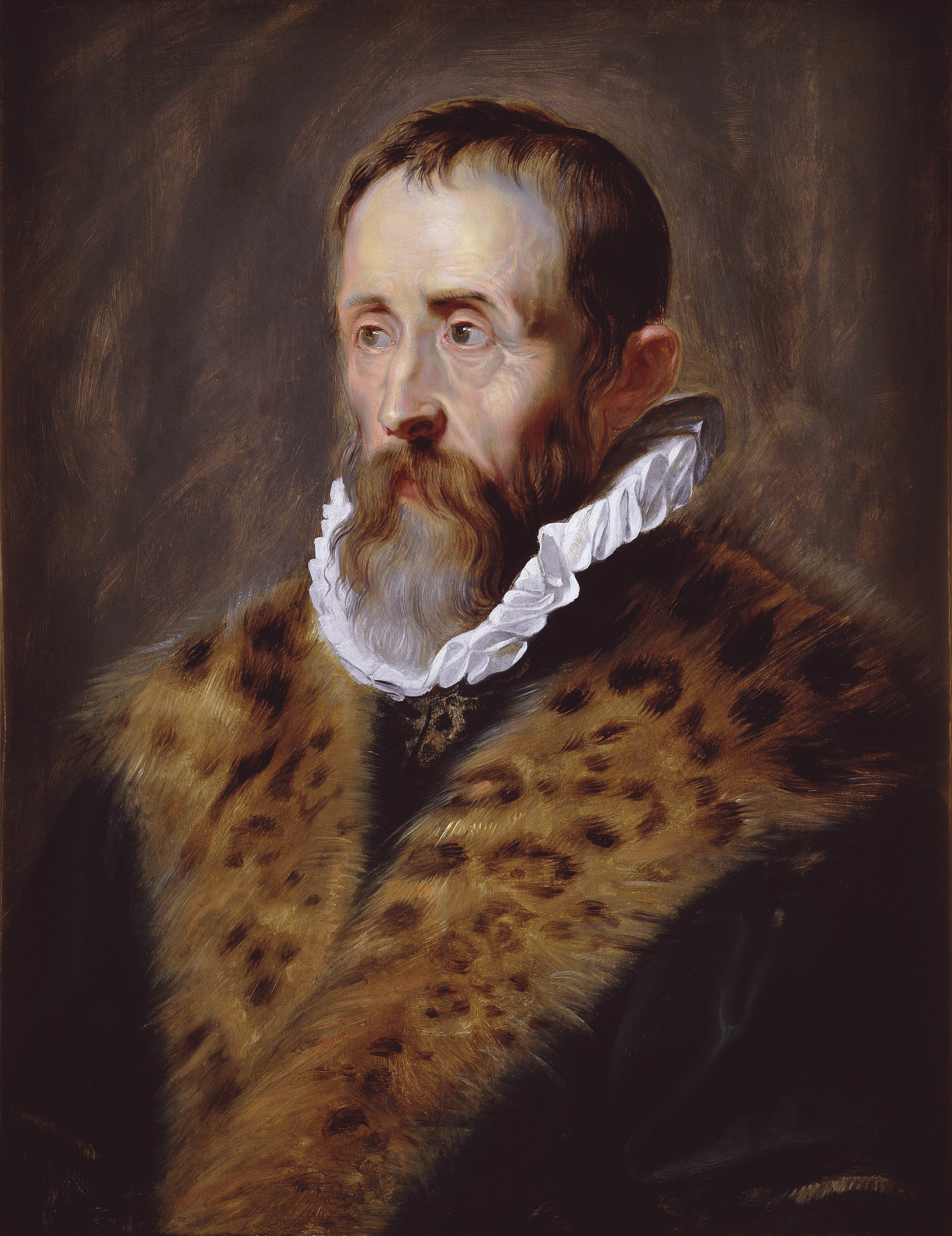
Porträt des Philosophen Justus Lipsius, Schneeleopard-Besatz (nach 1611)
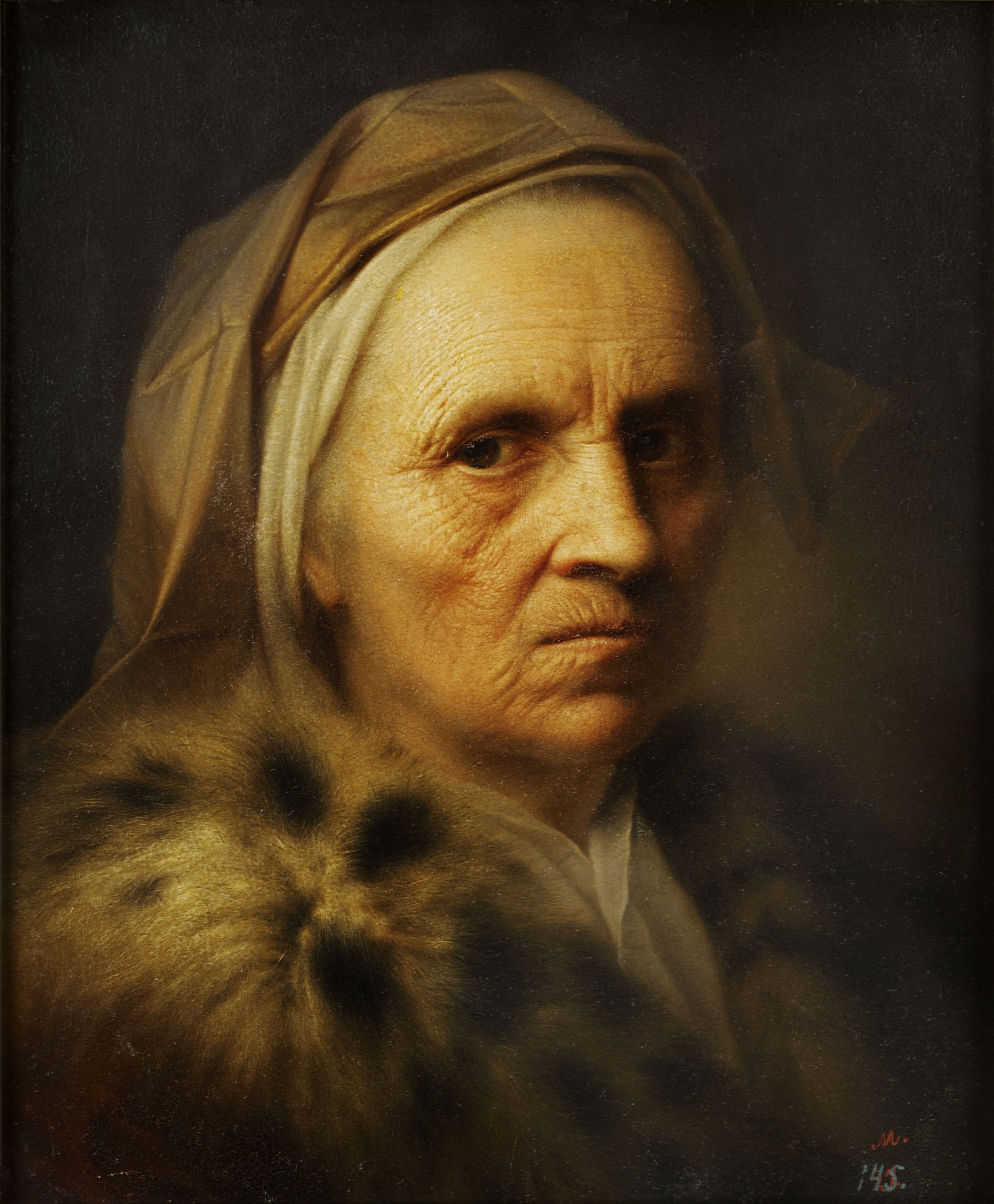
Luchsbesatz einer alten Frau (1725)

### 19. Jahrhundert
Ein im 19. Jahrhundert noch beliebtes Herrenbekleidungsstück war ein wärmender Haus- oder Schlafrock mit Pelzfutter und -verbrämung, in dem man sich auch gern porträtieren ließ. Der Schlafrock wurde geradezu zum Symbol einer behaglichen Biedermeierzeit. Dazu gehörte oft eine pelzverbrämte Mütze. In der 2. Hälfte des 19. Jahrhunderts wurde der Hausrock durch eine elegante Ausführung ohne Pelz abgelöst, er war nun ausschließlich Negligékleidung, in der man sich nicht mehr abbilden ließ. Die gewohnte pelzumrandete Mütze blieb wohl noch einige Zeit erhalten.
Die Trachten, in denen der Pelzbesatz unterschiedlich stark vertreten war, wurden landschaftlich verschieden schnell, weitgehend durch eine westlich orientierte Mode abgelöst. Der Pelzbesatz hielt sich entsprechend in der Tracht des Osmanischen Reichs, wo man lange am Bewährten festhielt. Als Verbrämung wurden dort noch bis in das 19. Jahrhundert oft kostbare und exotische Pelze verwendet.
Insgesamt gesehen war das 19. Jahrhundert pelzfreudig, in geringerem Umfang galt das auch für die Herrenmode. Unterschiede gab es in der Art des verwendeten Fellmaterials. Ein von den vorausgegangenen sich wesentlich unterscheidendes Männerkostüm kam nicht mehr auf. Das wichtigste, eventuell mit Pelz gefütterte und besetzte, Kleidungsstück war der Mantel, dem aus England kommenden Reitrock nachempfunden, allgemein als Redingote bezeichnet. Er erfreute sich als langes Außenbekleidungsstück seit den letzten Jahrzehnten des 18. Jahrhunderts großer Beliebtheit und leitete die englische Vorherrschaft in der Herrenmode ein. Er war tailliert, hatte eingesetzte Schöße und Aufschläge, an denen das Pelzfutter hervorschaute, sofern der Pelz nicht nur ein verbrämender Randbesatz war. Der Kragenbesatz entwickelte sich in den 1820er bis 1830er Jahren zu einem breiten, pelerinenartigen Schulterkragen, einfach oder mehrfach aufeinanderliegend. Diese üppige Form erhielt sich als Kutscherkragen bis in das 20. Jahrhundert. In den 1830er Jahren kam, ebenfalls aus England, der Havelock, benannt nach dem General Sir Henry Havelock. Ein Mantel mit halblanger Pelerine, der im Winter mit Pelzfutter, Pelzkragen und Pelzmanschetten getragen wurde, zu seiner Zeit ein Höhepunkt der Eleganz. Nach und nach wurde der Havelock das Kleidungsstück würdiger Herren, vornehmlich gesetzten Alters. Er hielt sich, auch von Künstlern bevorzugt, bis in die Frühzeit des 20. Jahrhunderts, nachdem die Mode bereits einige Jahrzehnte zuvor den taillierten Mantel eigentlich schon aufgegeben hatte.
In Konkurrenz trat der pelzgefütterte Gehpelz, ein Herrenmantel der bis in die neueste Zeit getragen wird, nur zuletzt nicht mehr unter dieser Bezeichnung. Je nach Mode war er mal länger oder kürzer, in der Regel glatt geschnitten, seltener tailliert. Auch der Pelzkragen änderte seine Form kaum. Nach der Wende zum 20. Jahrhundert verschwanden die Pelzmanschetten. Zusammen mit gedeckten Mantelfarben gab es weniger Besätze aus Biber, Skunks oder Nerz, mit dem jetzt vorherrschenden Schwarz kamen ebenso eingefärbte Seal oder Persianer. Auch war in der ersten Hälfte des 19. Jahrhunderts der ärmellose Mantel noch beliebt, der die jeweiligen Modewandlungen, insbesondere der wechselnden Längen, mitmachte. Bei ihm setzte sich der Pelzbesatz meist noch unterhalb des Pelzkragens an den Mantelrändern fort. Wie im 18. Jahrhundert spielte die Pelzverbrämung am Männerrock keine wesentliche Rolle. Insbesondere auf Abbildungen des 2. Viertels des 19. Jahrhunderts sieht man jedoch einen taillierten Schoßrock nicht nur mit Pelzkragen und Pelzstulpen, sondern auch pelzumrandet.
In der sehr wechselvollen Damenmode in den beiden ersten Dritteln des 19. Jahrhunderts wurden Pelz und Pelzbesatz wo immer es möglich war verwendet. Neben losen Pelzaccessoires, wie Muff, Pelzboa, Pelzstola und losen Pelzkragen gab es seit Ende des vorhergehenden Jahrhunderts zahlreich Kragen und Umhänge mit Pelzverbrämung. Die pelzbesetzten Formen variierten von der Stola zum Schal, vom kleinen Halskragen zur Schulterpelerine bis hin zu üppigen Kombinationen aus den beiden zuletzt genannten. Krünitz schrieb 1803: „Bis vor kurzem waren die Palatinen bloße Pelzstreifen von wenigem Belange und geringen Kosten; jetzt aber haben sie die Form der Halstücher angenommen, und setzen, besonders bei reychen Frauen, viele tausend Shawls außer Umlauf. Da sie etwas neues sind und den ganzen obern Körper wider die Kälte schützen, so finden sie außerordentlichen Beyfall; und die großen Kürschnergewölbe denken so fleißig auf Vorrath, Mannigfaltigkeit und Stufenfolge in den Preisen, daß man glauben sollte, sie hätten Bestellungen für ganze Regimenter von Frauen aus allen Ständen.“
Neben den vielfachen pelzverbrämten Kragen und Schals wurde im 19. Jahrhundert mit Pelz gefütterte oder umrandete, verschiedenartige Damenkleidung getragen. Zu den aus dünnen Stoffen bestehenden Chemisenkleidern war wärmendes Fell, wie die Modehistorikerin Eva Nienholdt meinte, geradezu eine Notwendigkeit. Als beispielhaft für die wichtigsten Typen pelzverbrämter Überkleidung des frühen 19. Jahrhunderts erwähnt sie die „Folge »Incroyables et merveilleuses de 1814« von Horace Vernet und Lanté. […] Da sehen wir das verbrämte Mantelkleid à la polonaise mit dazugehörender verbrämter Tschapka, den nachschleppenden Kapuzenmantel für die Balltoilette und den fußfreien, dem Kleiderschnitt angepassten, kurztailligen Mantel mit äußerst breiter Pelzumrandung, in den sich ein weiblicher Stutzer zum Eislauf gehüllt hat.“ Mit einem Weiterwerden der Mode um die Mitte des 19. Jahrhunderts kam der Pelzbesatz gut zur Geltung. In der Zeit des Reifrocks wurde gern ein meist dreiviertel langer ärmelloser Mantel getragen, mit Ärmelschlitzen, die an den Rändern ein schmaler Pelzbesatz schmückte.
Neben der im 19. Jahrhundert immer wieder abgebildeten, schlichten Kleidung mit Pelzrändern am Hals, den Ärmeln und den Taschen sowie an den Achseln finden sich, heute als schwülstig und überladen empfundene Teile, „mit unruhig ausfahrenden Konturen, die die Bauschungen und Raffungen des Kleiderrocks wiederholen, doppelte Schoßteile oder Ärmelüberhänge besitzen diese an sich schon auffallenden Formen durch Pelzbesatz, zu dem sich oft noch Fransen- und Posamentenschmuck gesellt, besonders betonen“. Pelzverbrämung an Kleidern war das ganze 19. Jahrhundert über beliebt, passend dazu gab es Muffe und Pelzkragen. Außer den mannigfaltigen, ganz aus Fell gearbeiteten Kragen wurden gegen Ende des Jahrhunderts kleine pelzverbrämte Schulterkragen getragen. Als gegen Ende der 1880er Jahre die Mode von den Überladungen Abstand nahm und die Drapierungen sparsamer wurden, trat der Pelz als alleiniger Schmuck wieder mehr in den Vordergrund. Man sieht auf den Abbildungen nicht nur die gewohnten Verbrämungen, dafür glitten die Besätze jedoch öfter in das ornamental Verspielte ab. Der seit der Vorkrinolinenzeit beliebte Besatz mit Pelzstreifen wurde in verschiedenen Variationen wiederbelebt. Die Mode der Pelzverbrämung hatte etliche Jahrhunderte Bestand gehabt, bis in die achtziger Jahre des 19. Jahrhunderts, als der mit dem Haar nach außen getragene Pelz ziemlich schnell und in großem Umfang in Mode kam.

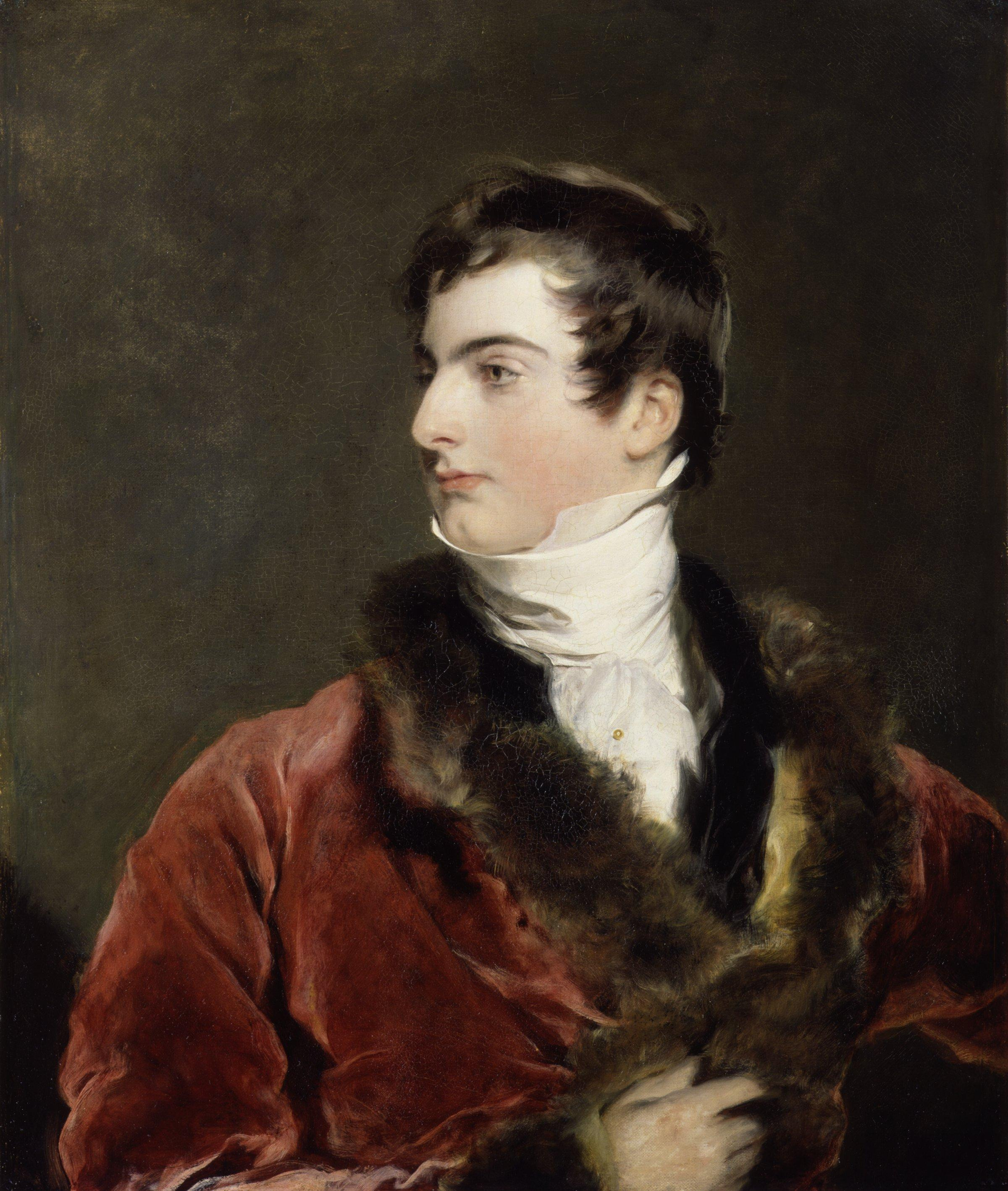
Baron Bloomfield im Hausrock, Possumbesatz (1819)
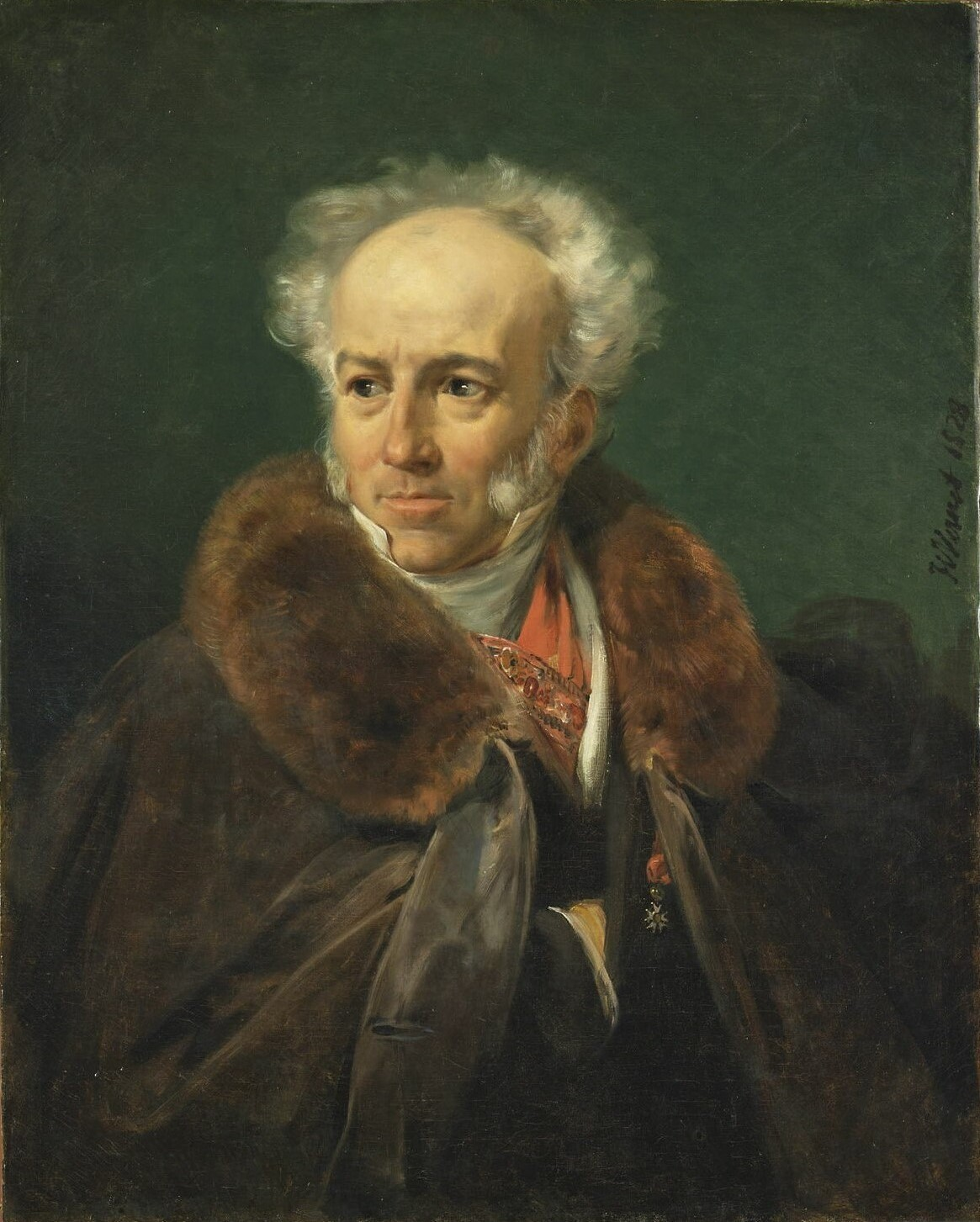
Militärischer Wetterumhang, Frankreich, Kragenbesatz (1828)
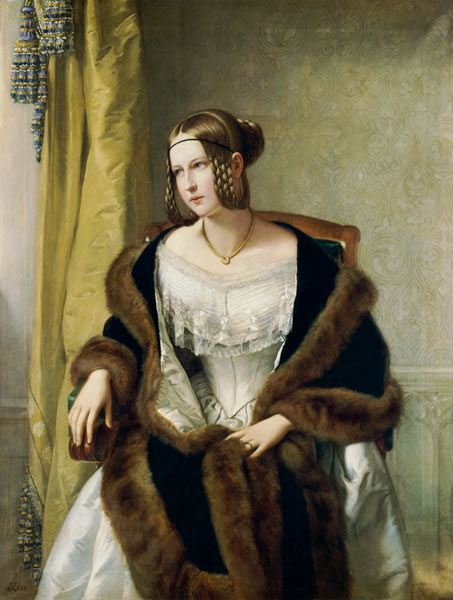
Freifrau von Bernus, verbrämte Stola (1838)
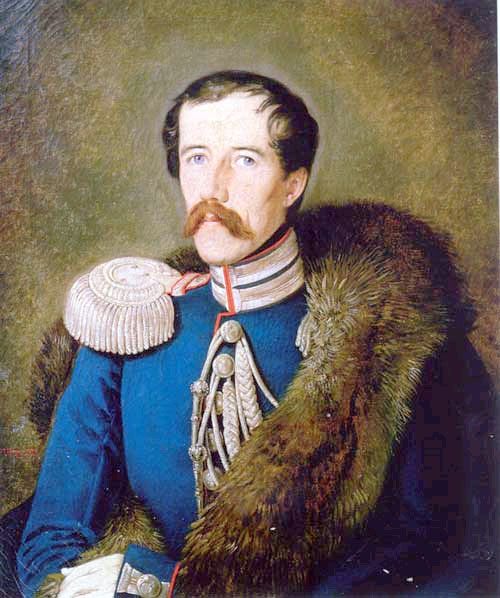
Uniformrock („Pelisse“) mit Wolfbesatz, Russland (1842)
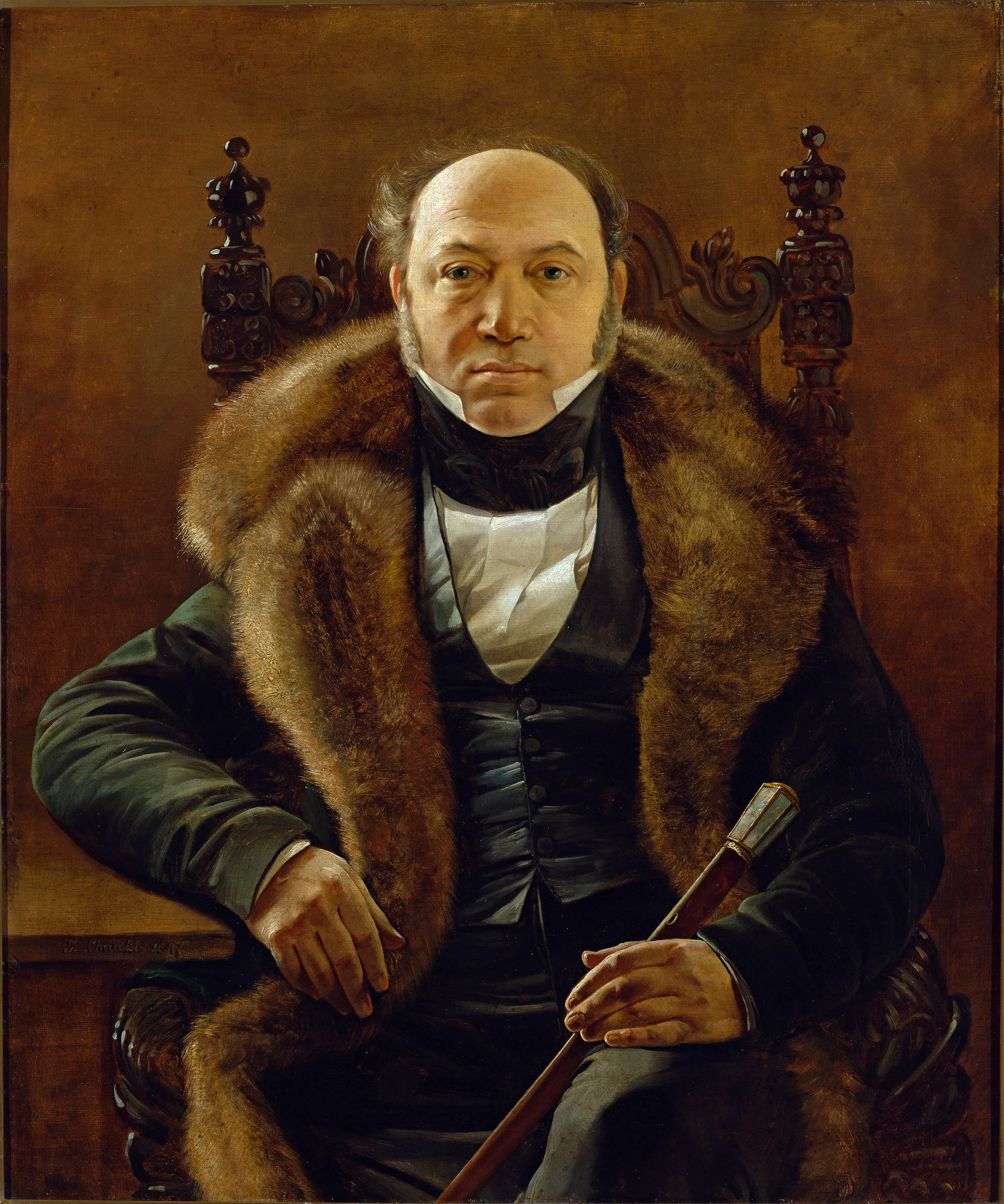
Historiker Mikołaj Malinowski, Polen (1847)
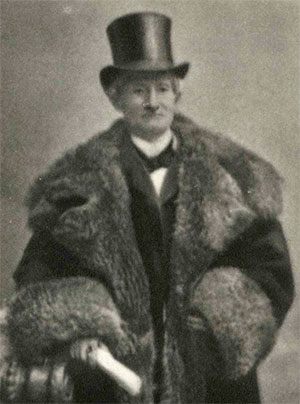
Regisseur und Schauspieler Fredrik Smitt, Schweden (1860)
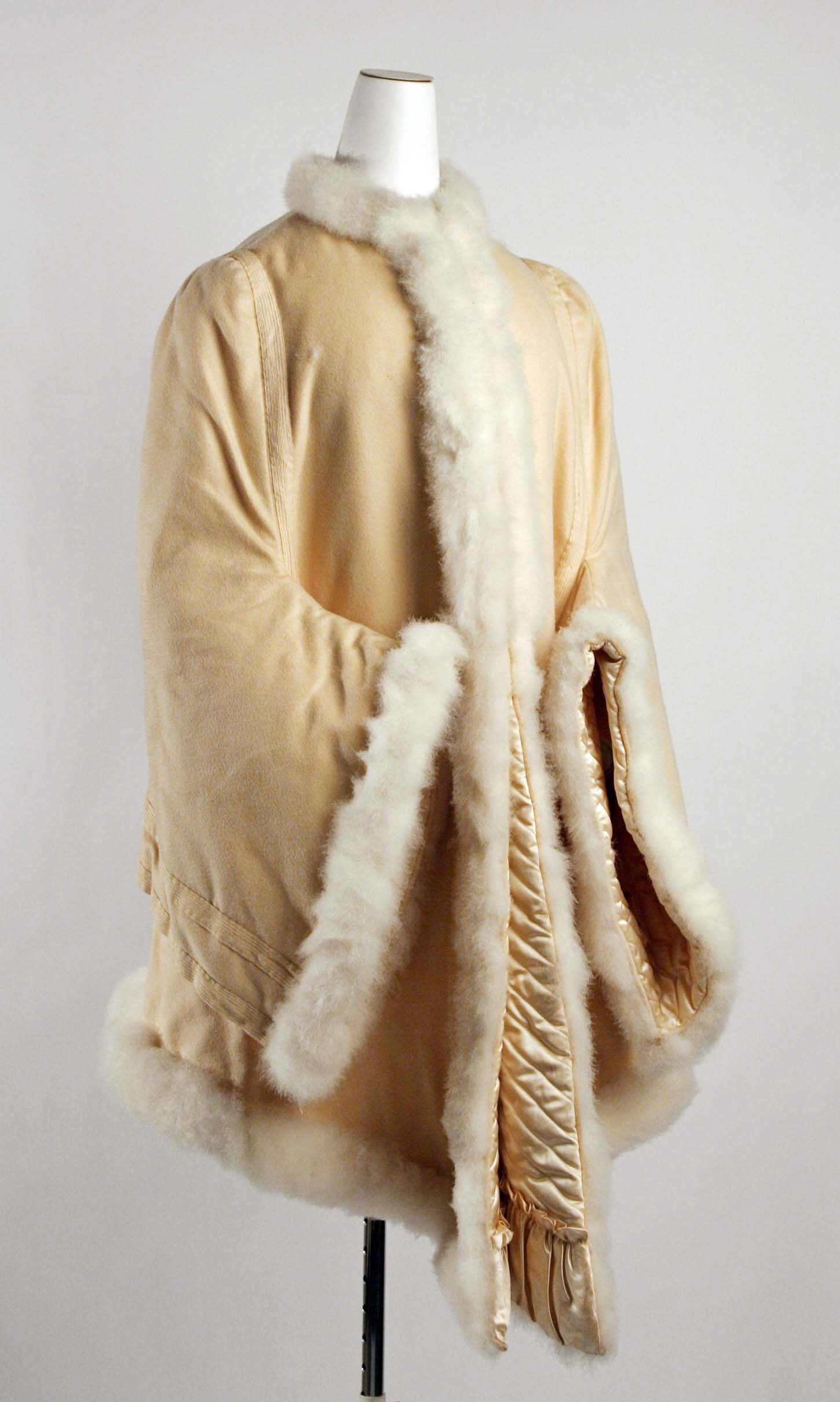
Opernjacke, Verbrämung Vogelfell (1880, Metropolitan Museum of Art)

### 1900 bis 1945
Im Lauf der Jahrhunderte gab es immer nur vereinzelt ganz mit dem Haar nach außen gearbeitete Pelzmäntel, daher kann von einer Pelzmode im eigentlichen Wortsinn erst um die Wende zum 20. Jahrhundert gesprochen werden. Bisher nicht genutzte Fellarten kamen jetzt hinzu. Die Erfindung der Pelznähmaschine ermöglichte eine wesentlich kostengünstigere und aufwendigere Fellverarbeitung als zuvor. Der Pelzbesatz wurde durch die neuen Außenpelze jedoch nicht verdrängt. Um die Jahrhundertwende wurden von den Damen noch mehr die flexibel verwendbaren losen Pelzschals und Pelzkolliers benutzt, mit denen sie nicht so festgelegt waren wie mit einem fest aufgearbeiteten Mantel- oder Kleiderbesatz. Um 1930 war der Besatz dann doch derart mächtig in Mode gekommen, dass die Stoffkonfektion der größte Abnehmer der Pelzfelle war. Etwa zwei Drittel der Weltproduktion wurde zu Besätzen verarbeitet.

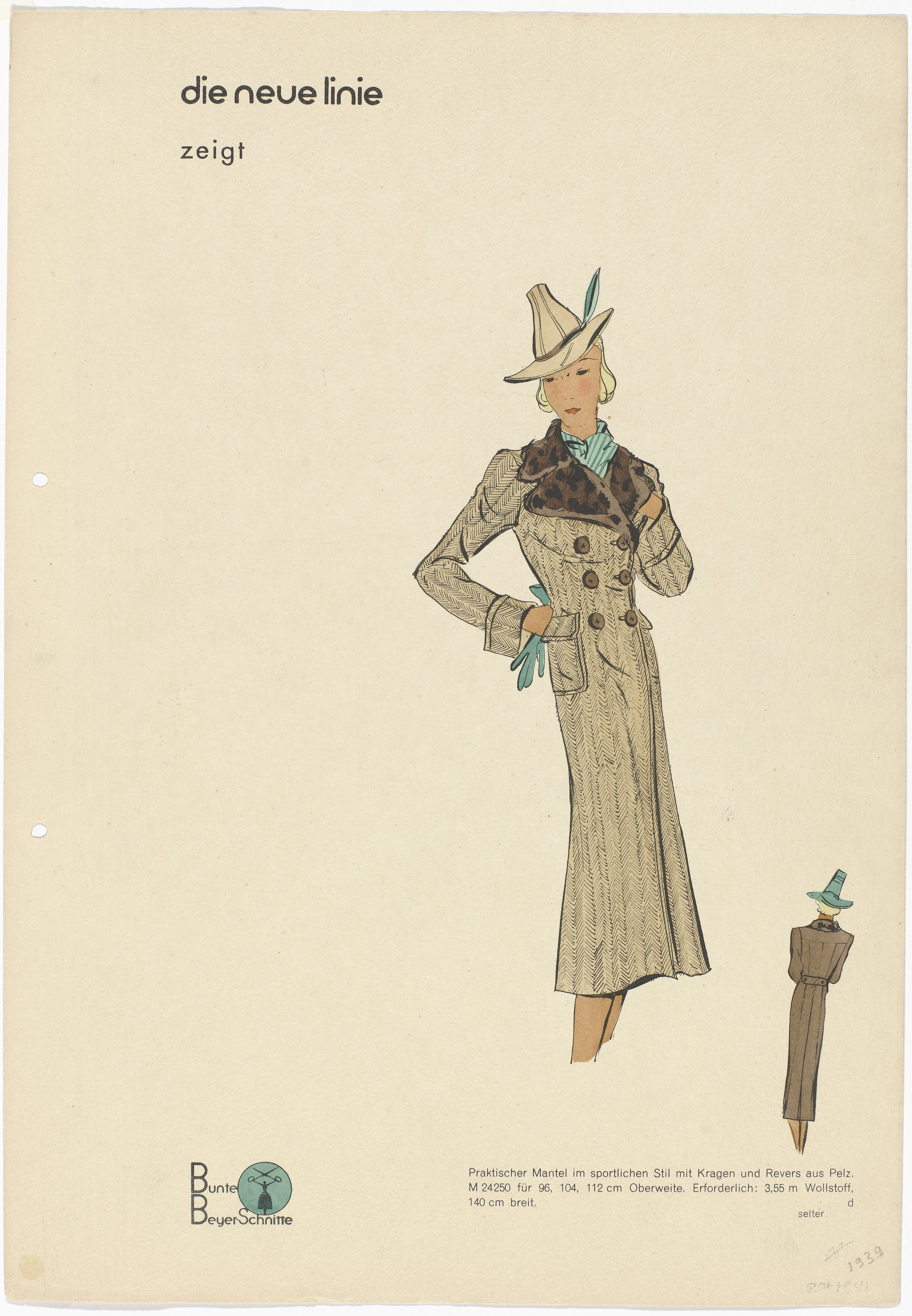
„Die neue Linie“ (1939)

Einen ersten Höhepunkt der Pelzmode bildeten die auf der Pariser Weltausstellung 1900 gezeigten Modelle. Dort wurden zudem in dem Umfang bisher nicht eingesetzte Arbeitstechniken der Kürschnerei gezeigt. Durch das sogenannte Auslassen ist man dank der Pelznähmaschine seit etwa Anfang des 20. Jahrhunderts in der Lage, Pelzfelle mit einem wirtschaftlich vertretbaren Aufwand in jede beliebige Länge zu verändern. Auch Besätze und Verbrämungen können seitdem bei den meisten Fellarten ohne ein vielleicht das Aussehen störendes Übereinandersetzen der Felle hergestellt werden. Pariser Couturiers dominierten die gesamte Damenmode, dies galt mit geringen regionalen Besonderheiten für die gesamte westliche modische Kleidung, einschließlich Amerika. Sie gaben auch den Einsatz der Pelzbesätze sowie der jeweils aktuellen Fellsorten vor.
Die Herrenmode blieb zurückhaltend konservativ, sie wurde dabei noch schlichter. War im vorherigen Jahrhundert der lange Mantel und der kürzere Rock noch gelegentlich pelzumrandet, vornehmlich in der ersten Hälfte des Jahrhunderts, bestand der Besatz beim Gehpelz nur noch am kleiner gewordenen Kragen. Die bisher oft dazugehörende Pelzmütze war, bis auf in den nord- und osteuropäischen Ländern mit ihren strengen Wintern, sehr viel seltener geworden. Daneben kamen mit der Verbreitung des Kraftfahrzeugs, in Fortsetzung von Kutscher- und Schlittenpelzen, teils gewaltige, auftragende Automobilistenpelze auf. In der gemäßigten, textilen Ausführung waren sie meist ebenfalls lang und hatten ein möglichst warmes Pelzinnenfutter und einen großen fellbesetzten Kragen. Sie verschwanden, als die Autos geschlossen und beheizbar wurden. In den 1920er Jahren trat der Pelzbesatz in Verbindung mit Lederbekleidung auf, als Sportjacke und langer Mantel, beide wurden ebenfalls besonders für die Autofahrer beworben. In den 1930er Jahren blieb die Herrenmode elegant, der Pelz war innen, in der Außenoptik spielte er nur eine untergeordnete Rolle.
Die Pelzbekleidung der Damen nahm immer mehr zu. Selbst in der warmen Jahreszeit wurden Pelzaccessoires oder Verbrämungen an Kleidern und Jäckchen aus Pelz getragen, von den Kürschnern erfolgreich als Sommerpelz beworben. Hermelin mit den aufgesetzten, schwarzspitzigen Schweifen bildete seit dem letzten Viertel des 18. Jahrhunderts, dem Beginn der Belle Époque, eine der häufigsten und auffallendsten Pelzoptiken. Die Pelzbesätze wurden weniger verspielt, sie sollten der Textilie nur eine letzte Vollendung geben. Ganz besonders galt das für das Kleid, an dem höchstens noch Saum, Ärmel oder Ausschnitt umrandet wurden. In New York trugen die Damen der „besseren Gesellschaft“ im Frühjahr große Chiffon-Capes mit hohem Pelzkragen. Nicht nur in Paris wurden Kleider mit Weißfuchs besetzt, zu den Kleidern wurden ganzjährig weiße Fuchskolliers getragen, mit Kopf, Schweif und Pfoten versehen. Beim pelzverbrämten Winterkostüm wurde eventuell zusätzlich der Rocksaum mit Pelz abgesetzt. Zu den, teils pelzgefütterten, Wintermänteln nahm man anstelle eines Pelzkragens vielleicht ein Pelzkollier aus Fuchs, oder, ebenfalls häufig, aber weniger groß, aus Nerz, Marder oder Iltis, alternativ einen Pelzschal oder eine Pelzkrawatte.
In den Goldenen Zwanziger Jahren schwelgte die Haute Couture bereits wieder in Pelzbesätzen. Langhaarige Fellarten beherrschten die Optik entsprechend aufgewerteter Modelle. Verbrämungen am Saum und an den Ärmeln erreichten eine opulente Breite. Eindrucksvoll war beispielsweise ein Mantel mit Schalkragen aus weißem Fuchs, fortgesetzt an der Ubertrittkante, um im Bogen in den Saum überzugehen, 1923 kreiert von Jacques Doucet für die Schauspielerin Cécile Sorel. Der Abschluss aus Weißfuchs des überweiten Ärmels fasste den knapp knöchellangen Mantel ein. Für den Anfang der 1930er Jahre stellte Anna Municchi sogar eine „Hochzeit zwischen Kleidung und Pelz“ fest, eine Verbindung, die das ganze Jahrzehnt über Bestand hatte. Die Mode wechselte jetzt sehr schnell, und die Modedesigner erklärten den Pelz geradezu als obligatorisch dazugehörig. „Bereits in den Kollektionen für den Winter 1931/1932 war die Linie eindeutig: Patous feiner Stoffmantel hatte einen Kragen mit einem einzigen Revers, und die Ärmel, vom Ellbogen bis zum Handgelenk weit, mit Astrachan; das lange Kleid von Revyl ganz aus türkis Samt besaß eine Art kurzen Mantels und einen von schwarzem Luchs eingerahmten Doppelrock; die Mäntel von Vionnet waren mit einem ‚fichu‘ aus Persianer angereichert. Die Italienerin Anna Munnicchi meinte 1988, „daß der bekannte Persianerkragen - wenigstens in der Erinnerung der Öffentlichkeit oft das Synonym für den Herrenpelz geworden ist“. Der lockige, kurzhaarige Persianer spielte zeitweilig ebenfalls eine sehr große Rolle. Beliebt in den ersten Jahren des 20. Jahrhunderts, gab es ihn, aus italienischer Sicht, erst einmal fast nur als Saum des schwarzen Spenzers und an den Galauniformen der italienischen Artillerie.
In den USA gelang es der Pelzindustrie besonders schnell, sich auf die Zunahme der Besatzmode der 1920er Jahre einzustellen, während in Deutschland die Besatzherstellung völlig von der Textilkonfektion übernommen worden war. Der mit Pelz besetzte Mantel wurde hier im Winter wie im Sommer getragen. Jahresumsätze von 1¾ Millionen Dollar wurden in diesem Nebenzweig der Pelzkonfektion nicht nur erreicht, sondern manchmal noch überschritten. Die Vertreter bereisten die Kunden mit Kollektionen, die drei große Koffer umfassten. Eine deutsche Studienkommission der Kürschner besuchte 1925 einen Betrieb, der sieben Reisende mit je 1800 Meter Besatz in einem Gesamtwert von 62.000 Dollar im Einsatz hatte. Verarbeitet wurden fast alle Fellarten, jede Farbe wurde versucht und man war bestrebt, die Felle im gleichen Farbton wie die Stoffe einzufärben. Ein Abkommen zwischen der Industrie und den Pelzveredlern sah jedoch vor, dass ab einem bestimmten Tag im Jahr keine neuen Farben mehr auf den Markt gebracht wurden. Zu oft war es vorgekommen, dass größere Mengen einer plötzlich nicht mehr aktuellen Farbe unverkäuflich wurden. Neuheiten wurden auch durch die Kombination verschiedener Fellarten geschaffen, Fuchs- mit Ziegenfell, Iltis- mit Affe oder schwarzem mit weißem Fuchs. Geringwertiges Fellmaterial wurde in durchlaufenden Bändern zu jeweils 6 Yards konfektioniert, teureres Material in abgepassten Mantellängen. Angefertigt wurden die Pelzbesätze in allen Breiten, von ½ bis zu 6 oder mehr Zoll. Innerhalb kurzer Zeit hatten die Besätze Schals und Stolen fast völlig verdrängt, lediglich Pelzkolliers waren weiterhin gefragt, hauptsächlich aus Fuchsfell, sowie Baummarder-, Steinmarder- und Nerzfell sowie Hasenfell.
Nach dem Zweiten Weltkrieg dominierte der Persianer anfangs die Pelzmode der Bundesrepublik, bevor er durch den Nerz verdrängt wurde. Das betraf den Pelzmantel und die Pelzjacke, ebenso wie den pelzbesetzten Kragen. Maggy Rouff zeigte eine Vorliebe für Leopard, den sie für Reisemäntel einsetzte, wobei der Pelz in den großen aufgeschlagenen Musketier-Manschetten gut sichtbar blieb, die mit einem sehr kleinen Kragen kontrastierten; außerdem für Hermelin, dessen Schwänze sie als eine Kokarde an einem sehr einfach geschnittenen Abendkleid zur Belebung der Schultern einsetzte.“ 1931 sah man bei Marcel Rochas einen Fuchsbesatz auf einem schmalen, ansonsten schlichten Mantel, nicht mehr nur als Verbrämung, sondern gleich breit zusätzlich oberhalb des Saums und auf den Ärmeln einschließlich der Manschetten. Fuchs war überhaupt das große Modethema: „In den großen Modehäusern gab es meilenweise Fuchs: Er zeigte sich spiralenförmig um Kleider und Mäntel, umrahmte als doppelter Ring die Schultern, befestigte oder lose Manschetten, als Fragezeichen herumgelegt, doppelt wenn es den Ärmel umrundet und bildeten den Abschluss der Westen.“

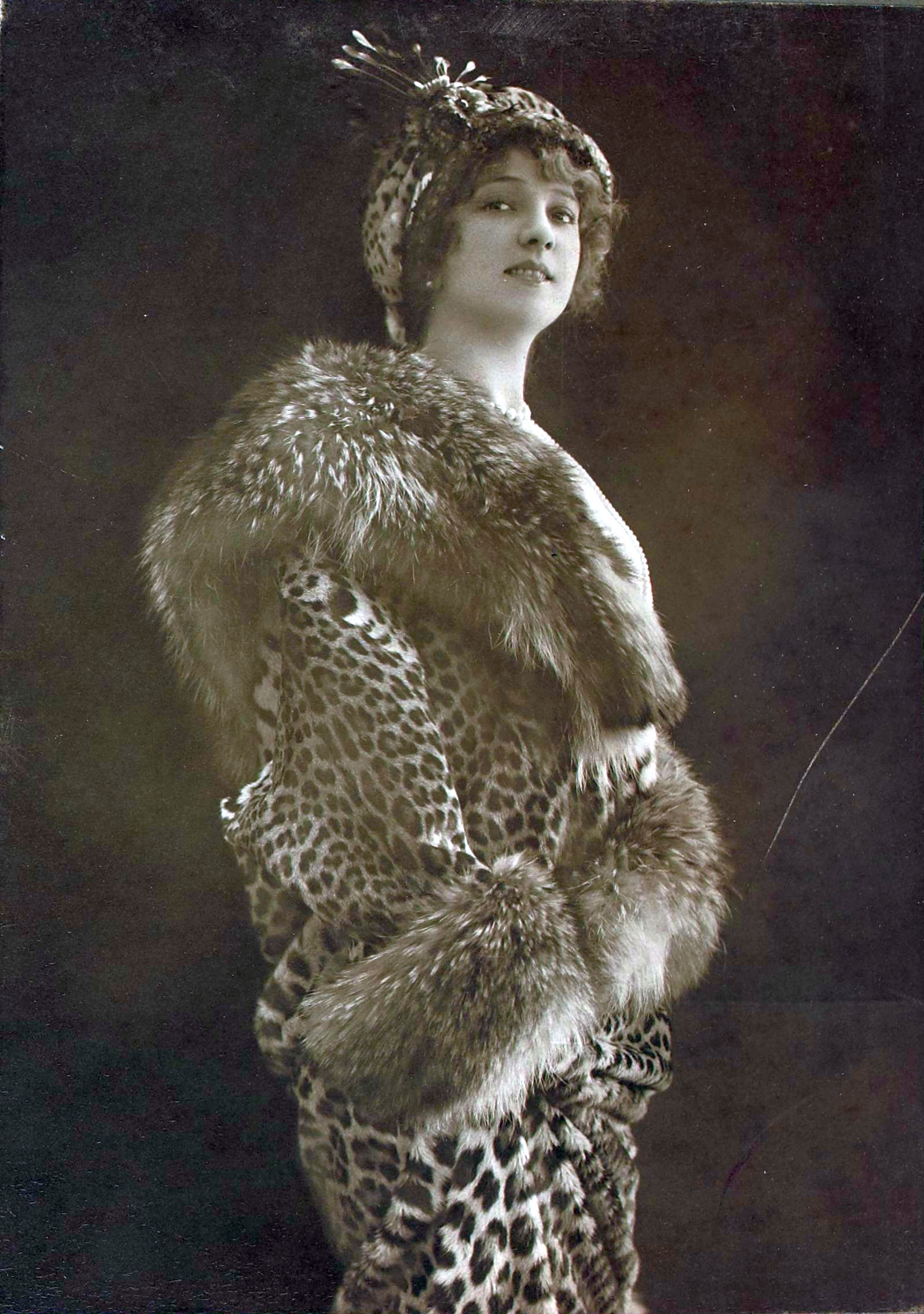
Arlette Dorgère, Fuchs auf Leopard, Frankreich (ca. 1913)
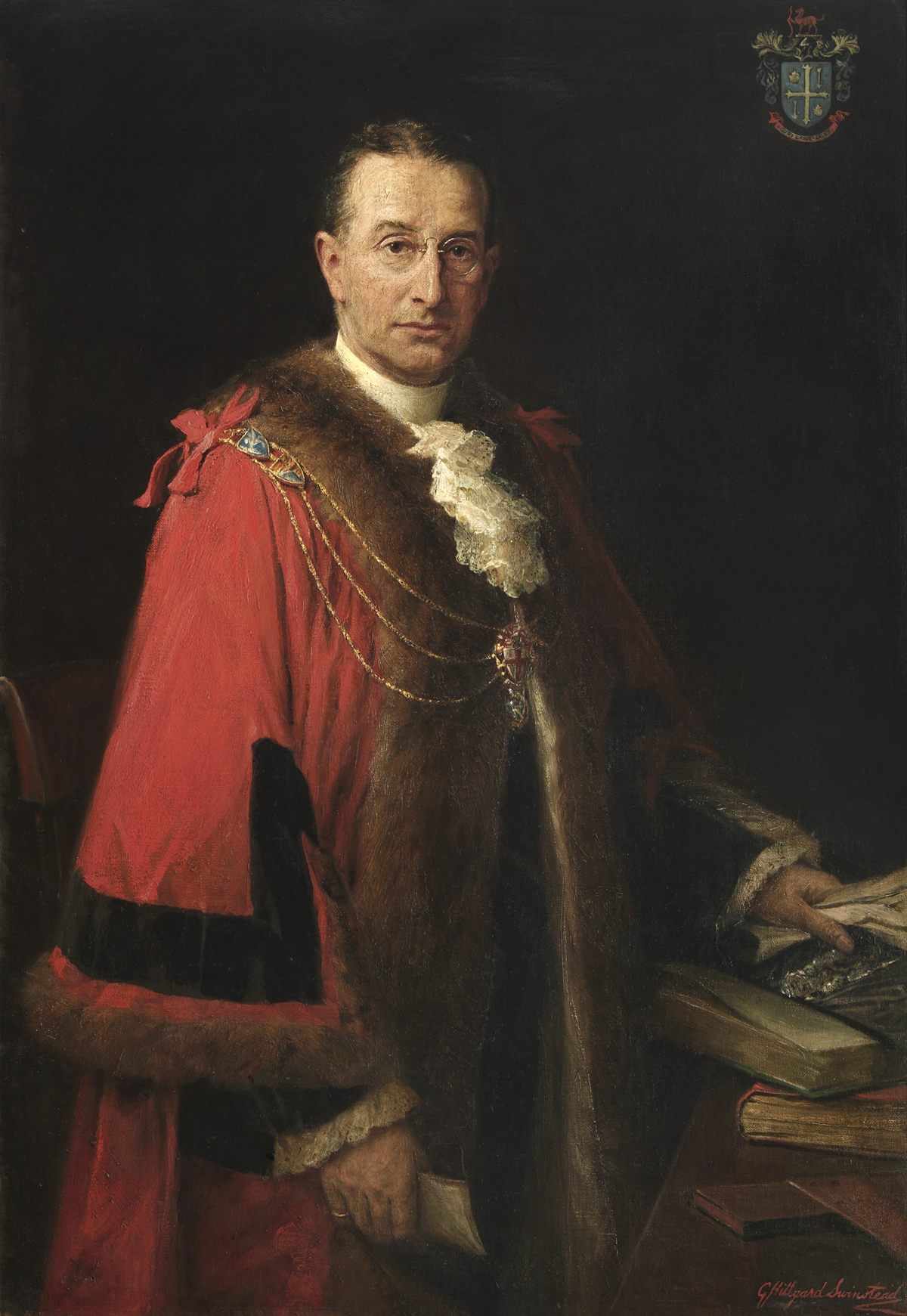
Britischer Architekt, pelzverbrämte Robe (etwa 1919)
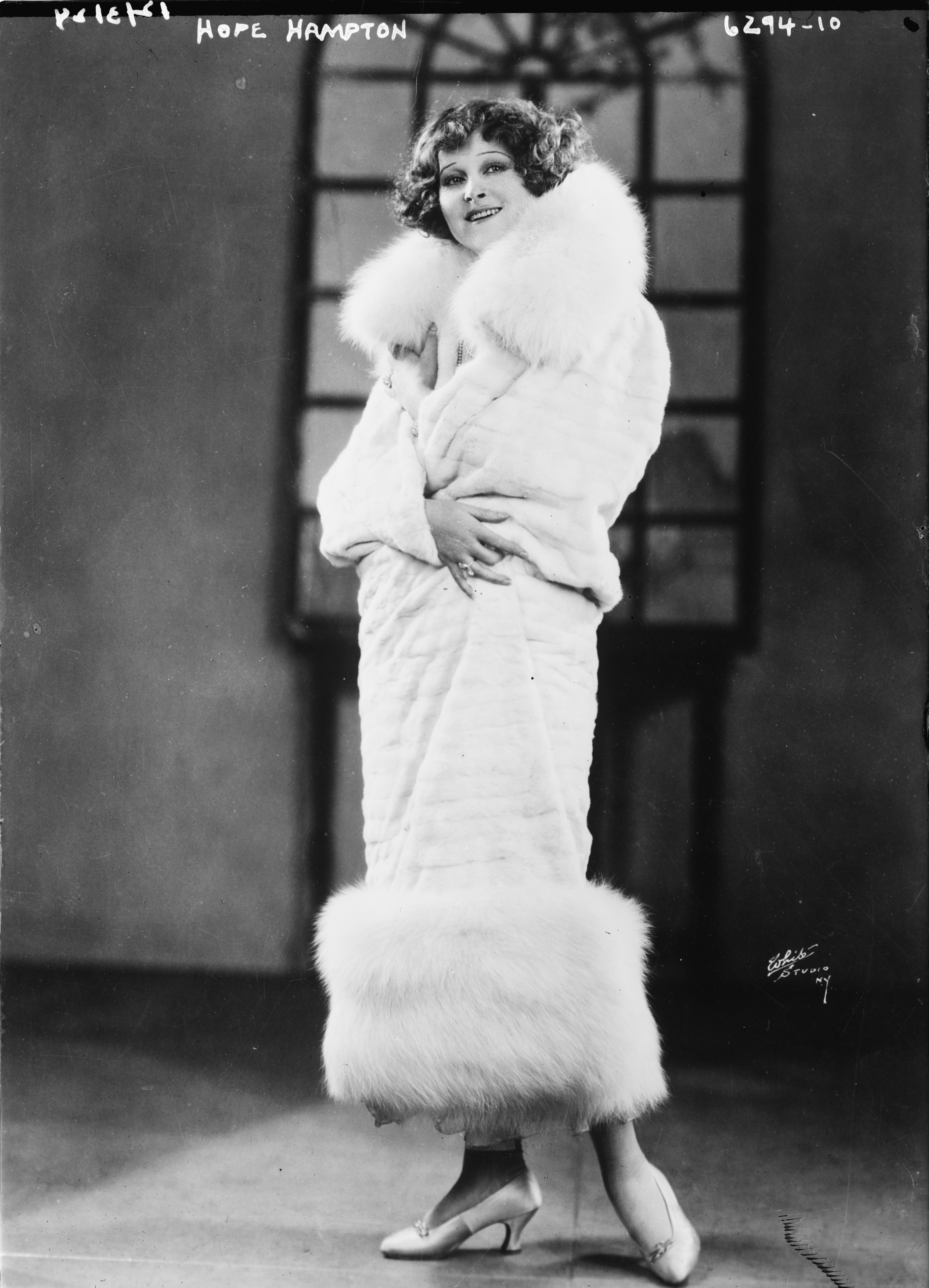
Hope Hampton, Polarfuchs, USA (1924)
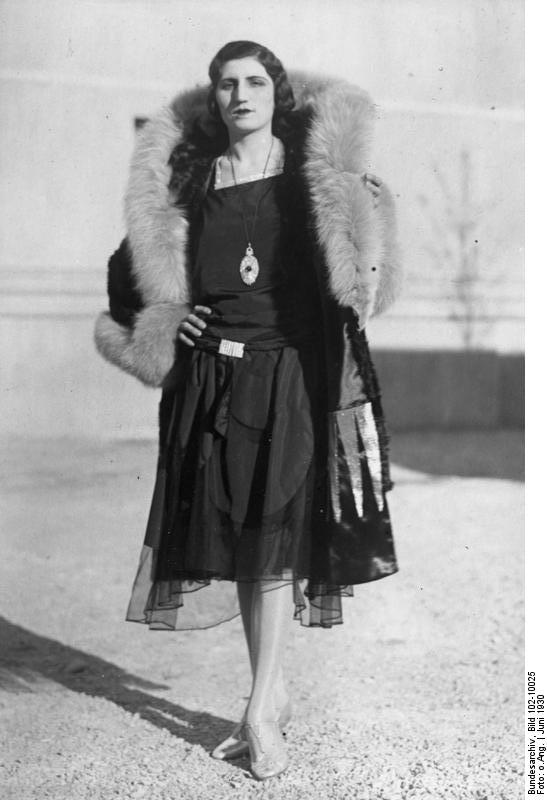
„vornehmes Nachmittagskleid mit Sommerpelz“, Paris (1925)
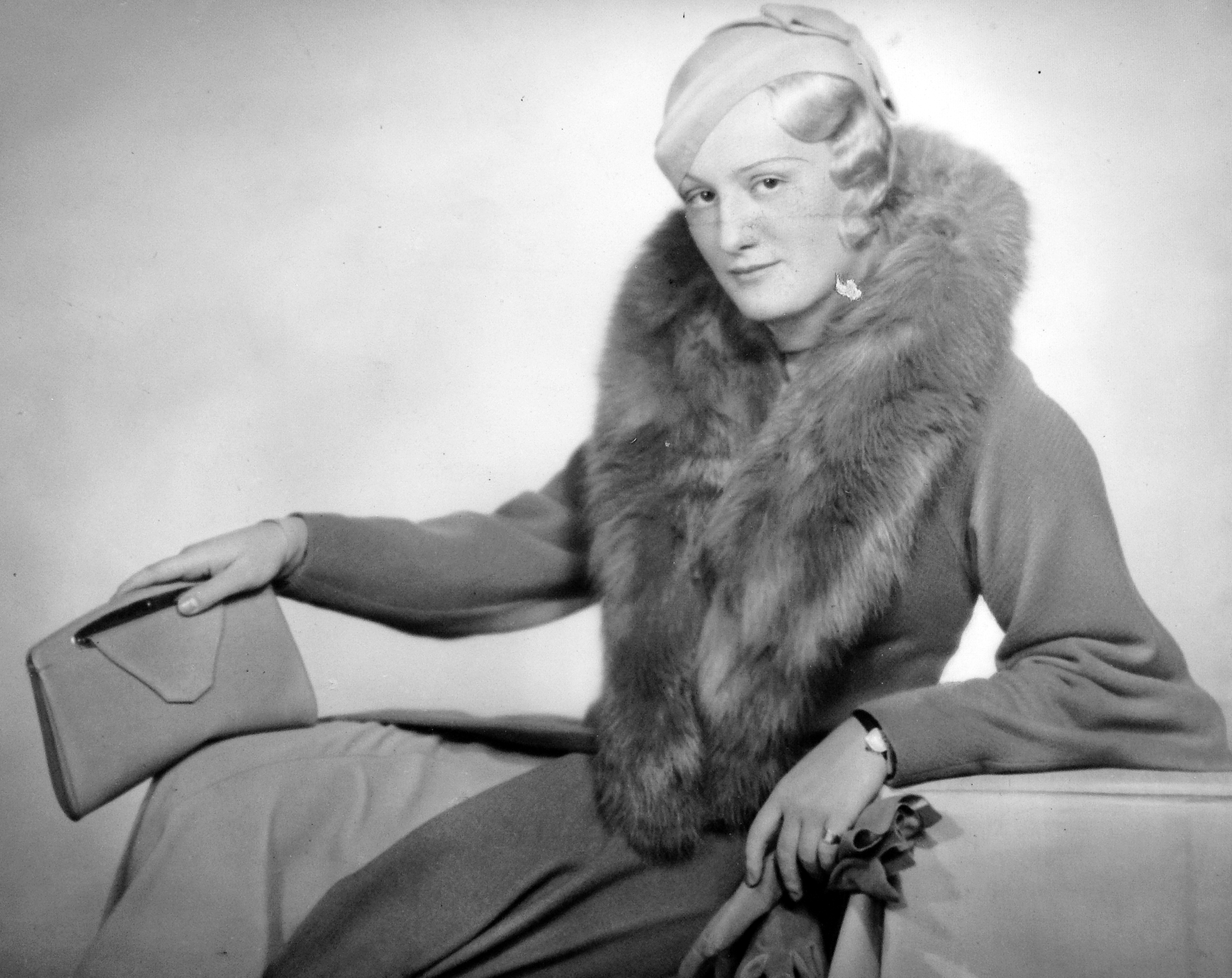
Fuchsstücken-Schalkragen, Ungarn (1930)
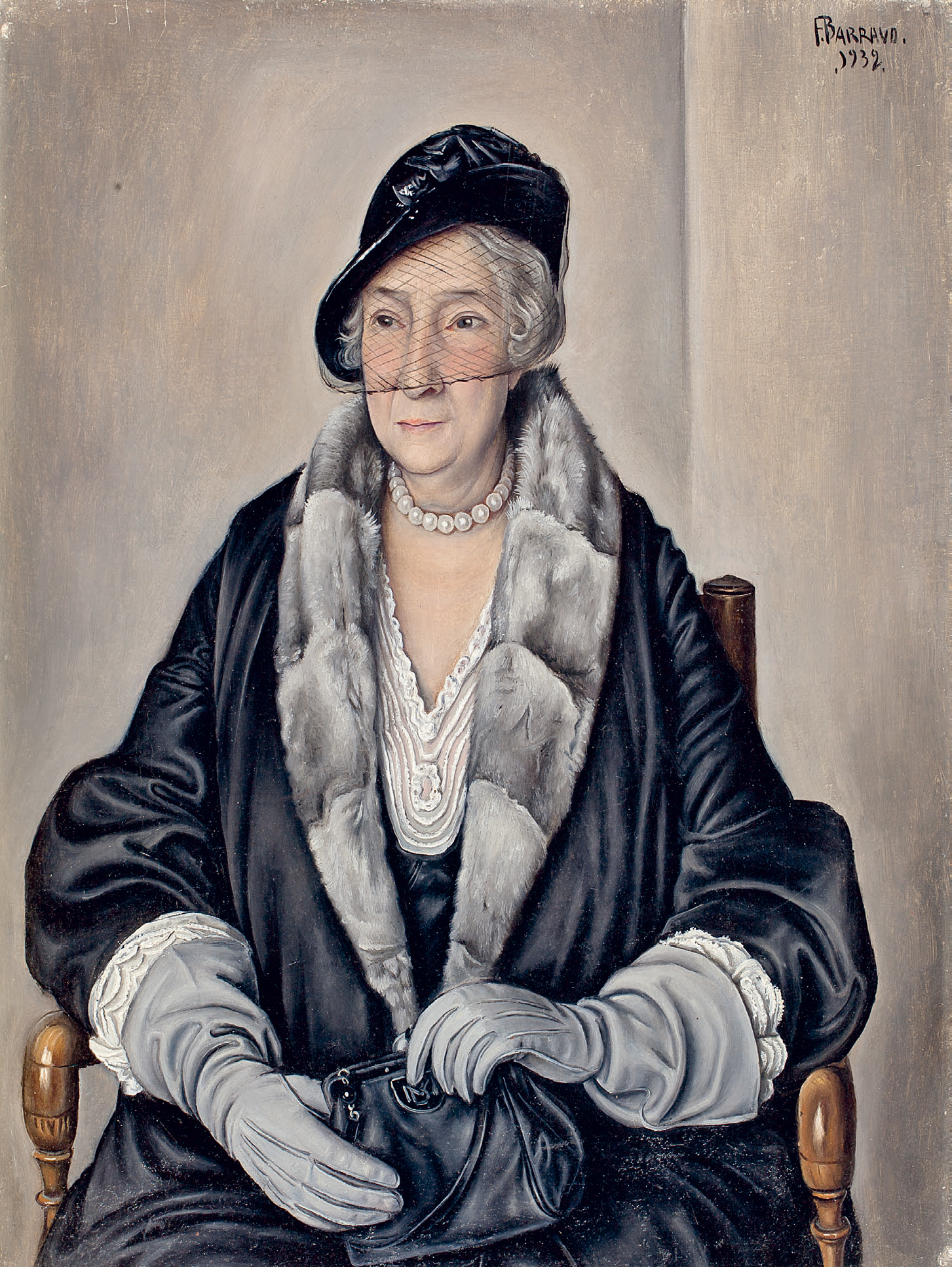
Madame B., Saphir Nerz, Frankreich (1932)
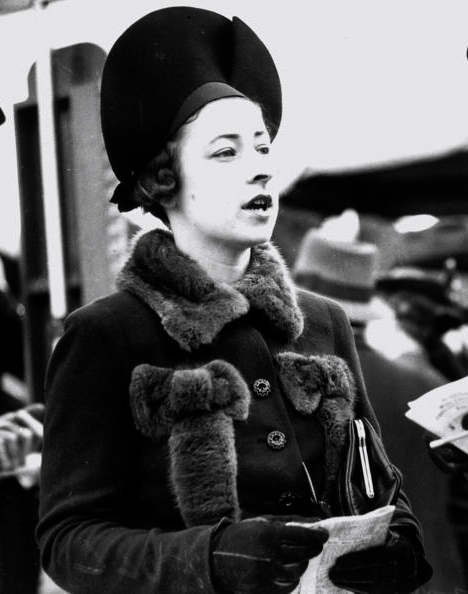
Pelzapplikationen auf einer Kostümjacke, Großbritannien (1940)

### 1945 bis heute

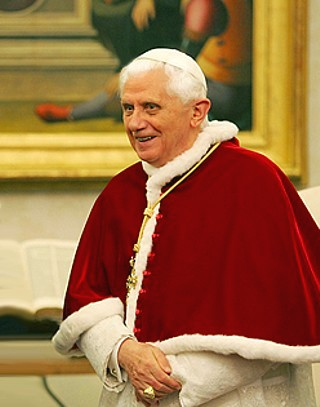
Papst Benedikt XVI., hermelingefütterte und -besetzte Winter-Mozzetta (2007)

Seit um 1960, fünfzehn Jahre nach Ende des Zweiten Weltkrieges, wurden in der Bundesrepublik bei zunehmendem Wohlstand verstärkt wieder Pelzinnenfutter angeboten und die Besatzmode erlebte gleichzeitig eine neue Blüte. Hochwertige Damen-Wintermäntel wiesen zeitweilig überwiegend einen Pelzkragen und teilweise auch Pelzmanschetten auf.
Im Oktober 1950 inserierte C & A Brenninkmeyer, zeitweilig der Anbieter mit dem größten Pelzumsatz Deutschlands, in einer Zeitungsanzeige mit der Überschrift: „Pelzbesatz wieder groß in Mode - Pelzbesatz wieder groß bei C & A!“: „Mantel mit Feh-besetztem Steppkragen, halb auf Steppfutter, deswegen besonders warmhaltend für die junge Dame nur 68,50“ DM. In derselben Anzeige war ein Wintermantel „mit großem modisch-schmückendem Whitecoat-Schalkragen, nur 118,-“ DM abgebildet. Noch bevor der Nerzmantel in der Bundesrepublik den Persianer verdrängte, dominierte jedoch der Nerzkragen die Besatzmode. 1963 wurde festgestellt, dass Langhaarfelle in den vorangegangenen Jahren zunehmend den Nerzbesatz ersetzten. Beschleunigt wurde dies in dem Jahr durch den gestiegenen Preis der Nerzfelle. Es wurde 1963 vom Rauchwarenhandel befürchtet, „dass die Industrie künftig anderes, billigeres Fellwerk an Stelle von Nerz verwendet“.
Modemutige Männer trugen bald einen Außenpelz, teils aus sehr auffälligen Fellarten, insbesondere bei den Mitgliedern des Jetsets, wenn es darum ging, Aufmerksamkeit zu bekommen. Der Pelzbesatz für den Mann fand dagegen nur wenig Beachtung. Karl Lagerfeld selbst, der für das Modehaus Fendi die Pelzkollektion einschließlich der Herrenpelze entwarf, trug pelzgefütterte Mäntel aus Loden. Ende der 1970er Jahre war die Herrenpelzmode, Pelze mit dem Haar nach außen, für einige Jahre „eingeschlafen“. Mitte der 1980er Jahre kehrte der Herrenpelz noch einmal zurück, zusammen mit Kragenbesätzen, vor allem auf sportlichen Jacken und Trenchcoats.
Seit den 1990er Jahren werden verstärkt Kapuzen an Damen- und Herrenjacken mit langhaarigem Fell verbrämt. Neben Pelzimitationen werden insbesondere Fuchsfelle verwendet, vor allem Seefuchs, europäischer Rotfuchs, Waschbär und die attraktiveren aber hochwertigeren Edelfuchsarten.

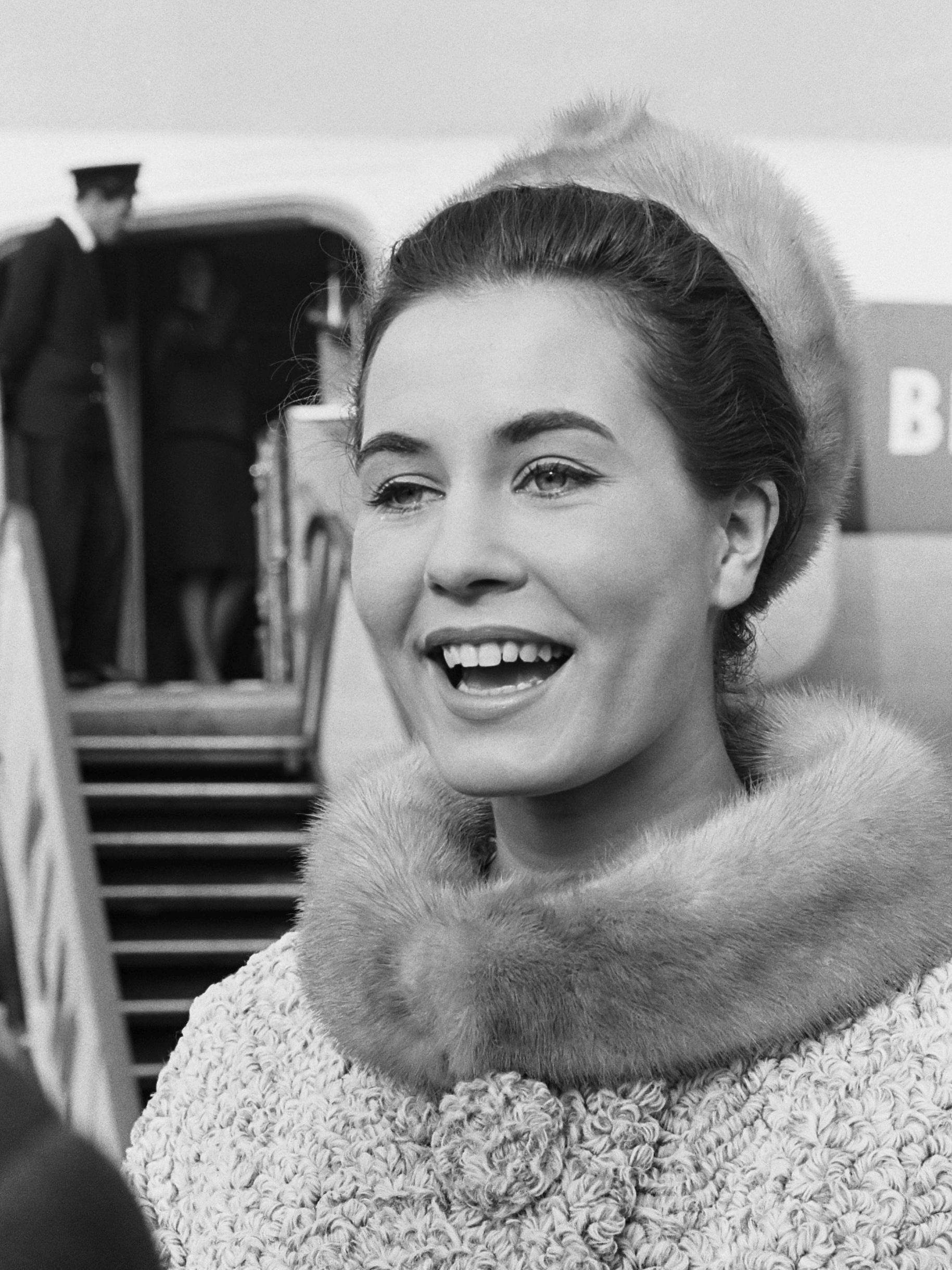
Miss World Rina Lodders, Nerzkragen (1963)
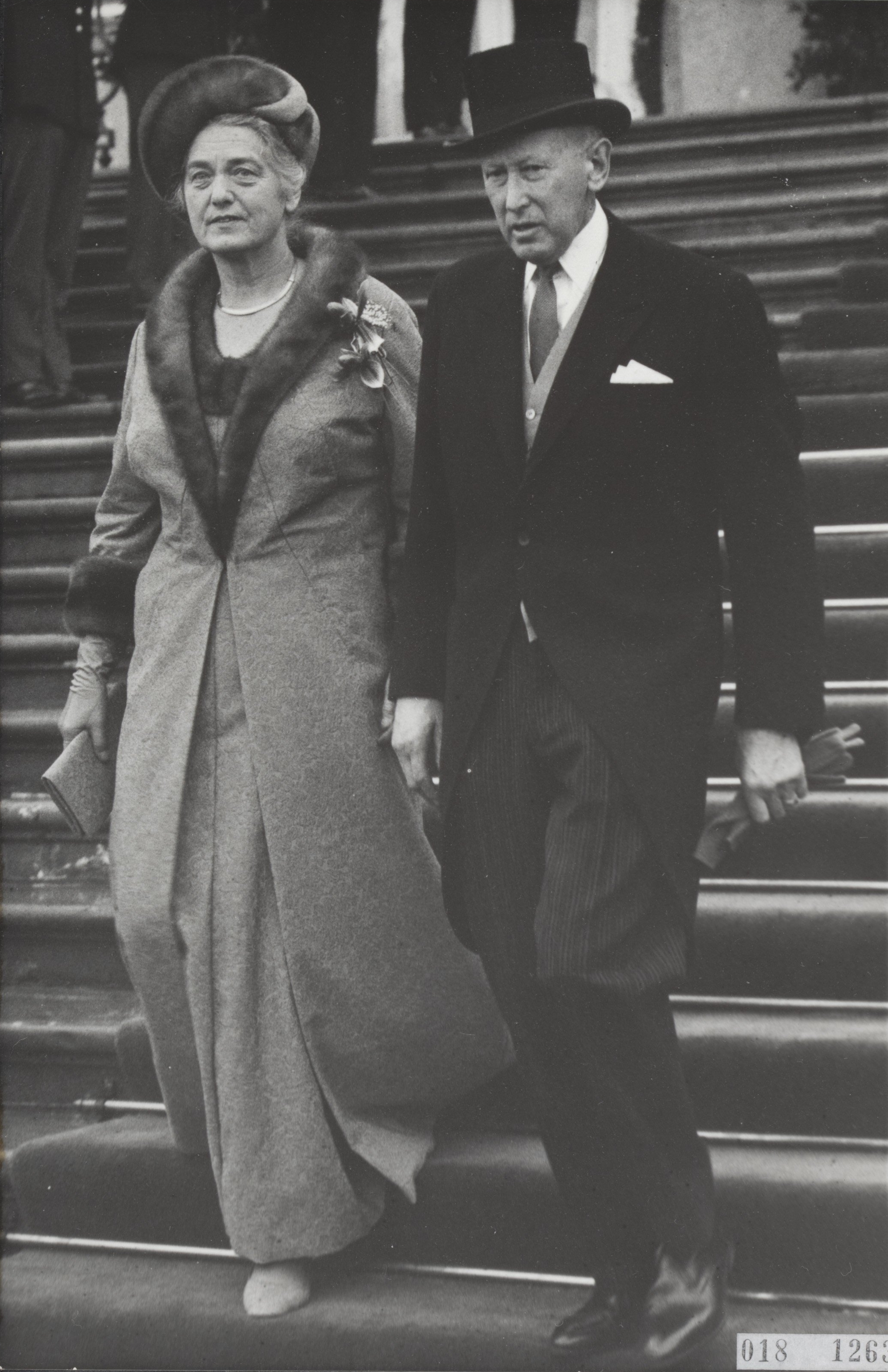
Prinzessin Margriet der Niederlande, festlicher Mantel mit Nerzbesatz (1967)
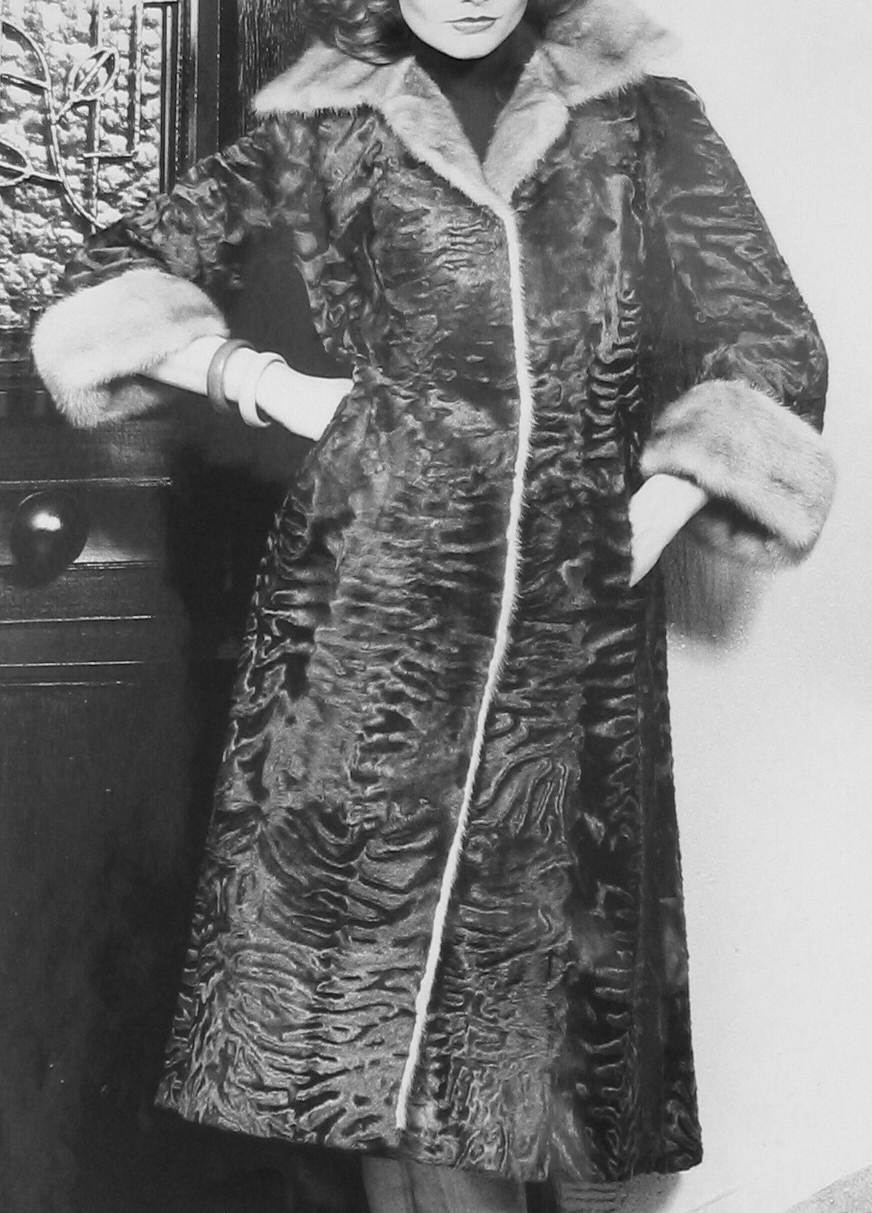
Bagdad-Breitschwanz-Mantel mit Nerzfutter und -besatz (etwa 1977)
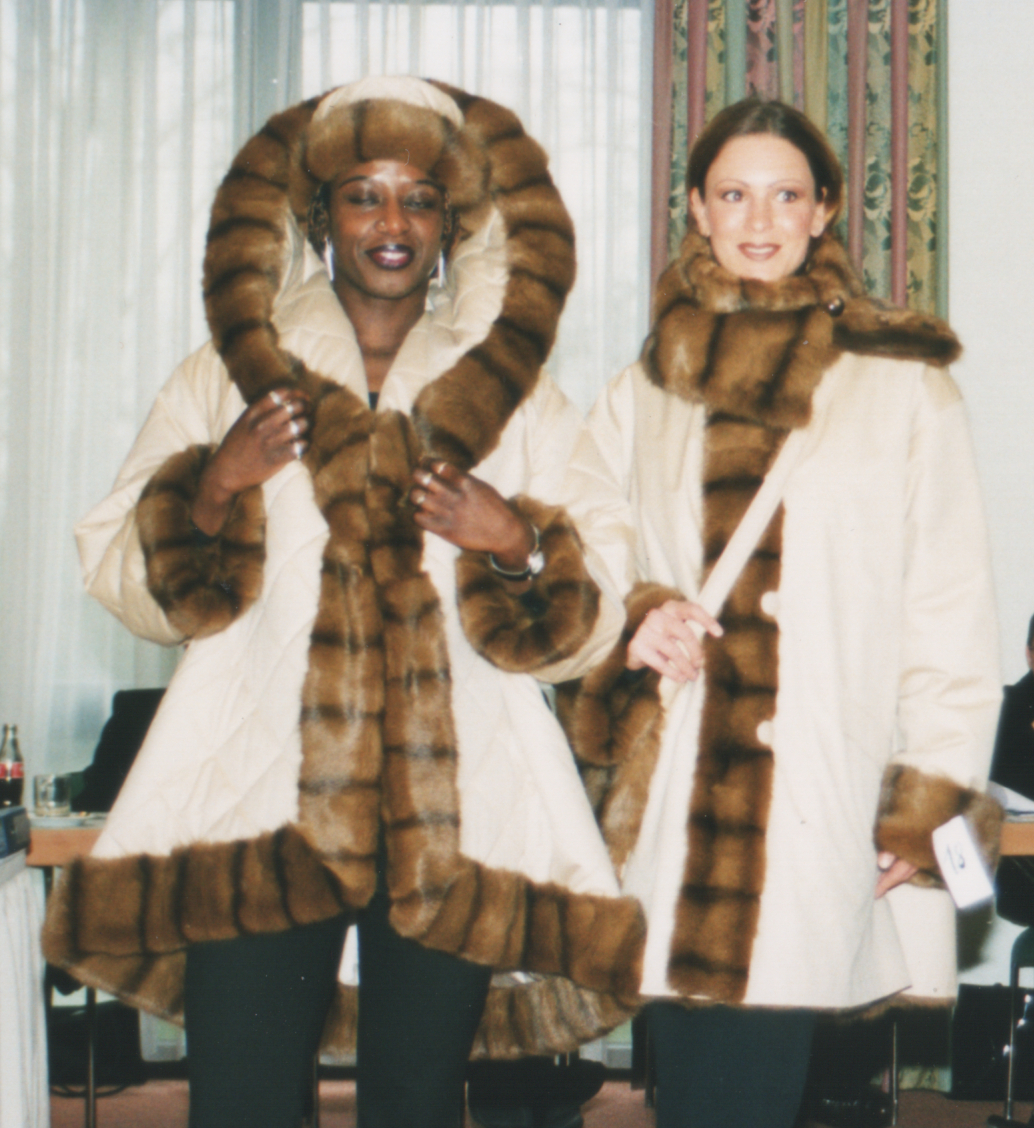
Kurzmäntel mit Kolinsky-Verbrämung (1999)
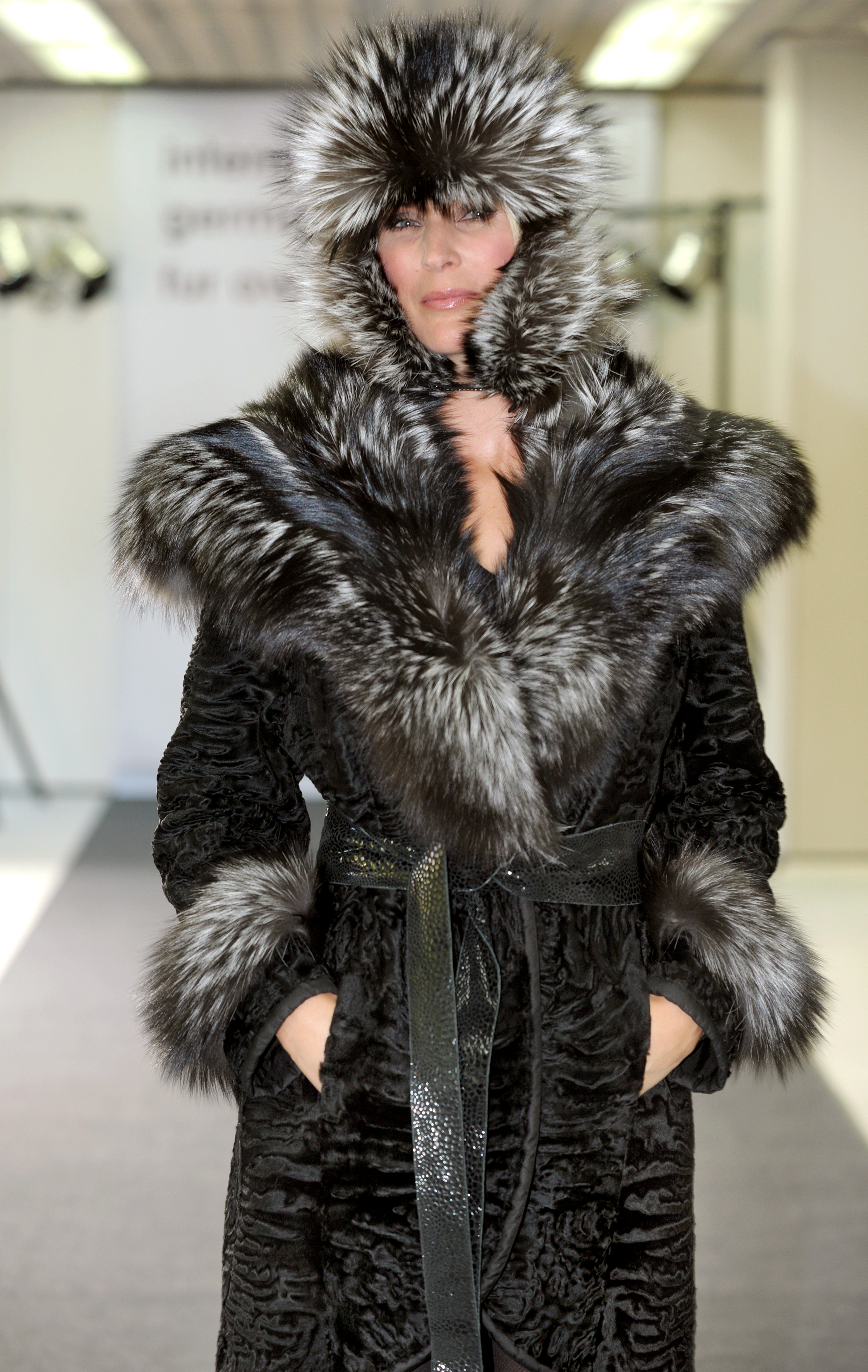
Silberfuchsbesatz auf Swakarafell (2009)
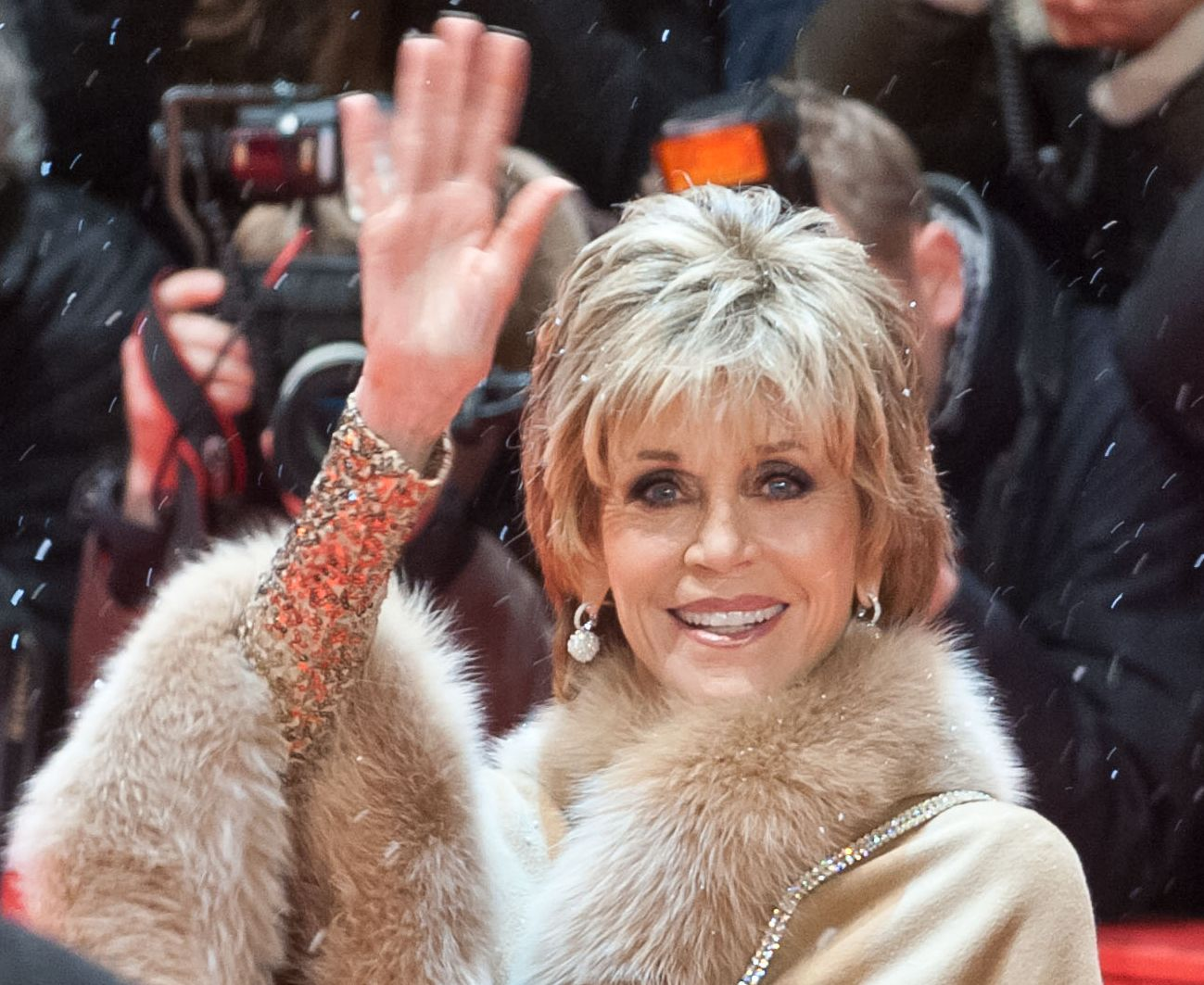
Schauspielerin Jane Fonda, Besatz gefärbter Blaufuchs (2013)

### Berliner Besatzindustrie

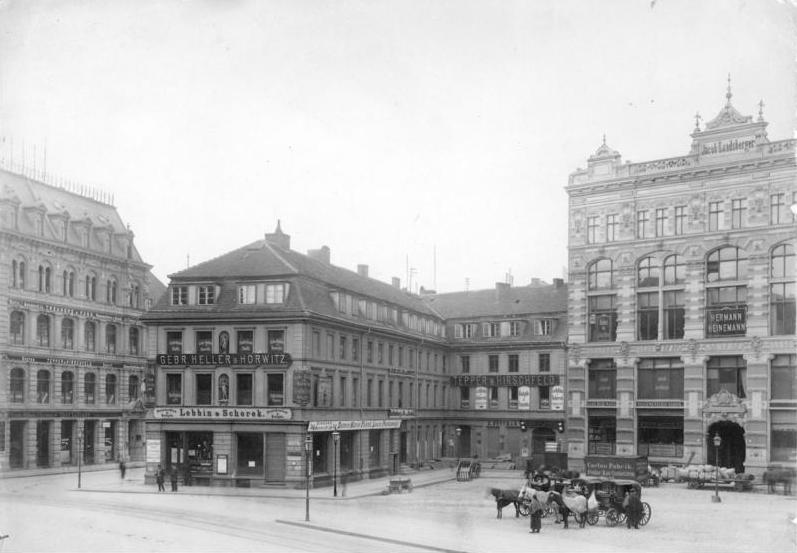
Hausvogteiplatz (1889)

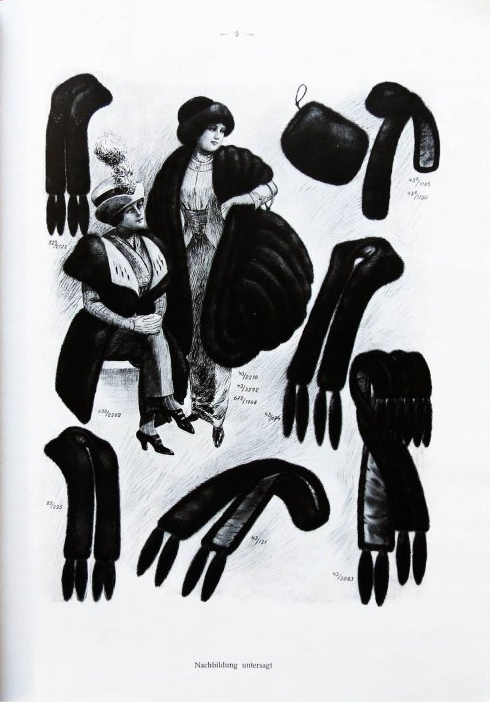
Pelzkonfektionär Arthur Wolf, Berlin, Katalogseite (1912/13)

Nach dem Deutsch-Französischen Krieg 1870/71 wurde Berlin der in Deutschland führende Modeplatz. In Berlin-Mitte, zentriert am Hausvogteiplatz, in und um die Kronenstraße und Mohrenstraße, befanden sich bedeutende Konfektionäre, die bis zum Zweiten Weltkrieg ihre Produkte teils weltweit exportierten, die Konfektion wurde zum wichtigsten Wirtschaftszweig der Stadt. Die Pelzkonfektion nahm ihren Aufstieg Anfang der 1880er Jahre, als die Mode der Kolliers, der Schulterkragen, Schals und die kurzen Jacken aus Pelz in der Mode zur Geltung kamen. Pelzbesätze bildeten von Anfang an einen Teil der Konfektionsmode, in den ersten Jahrzehnten vor allem im hochwertigen Genre. Eine wesentliche Pelz-Engros-Konfektion bildete sich jedoch erst mit dem Aufschwung der textilen Mantelkonfektion, bis dahin gab es nur wenige kleinere Betriebe, die Bisammuffe und Ähnliches für den Handel produzierten. Eines der ersten deutschen Unternehmen, das neben den herkömmlichen Muffen und Schulterkragen den modischen Geschäften auch Pelzbesätze lieferte, war die Firma H. Wolff. Die Inhaber der Firma Feldheim & Goldstein, gegründet 1912, führten jedoch „mit größtem Erfolg“ auch die billigeren Persianerstücken und Persianerklauentafeln in die Konfektion ein. Diese Besätze aus vorfabrizierten guten Pelztafeln waren nach Ansicht eines damaligen Fachmanns für den Laien kaum von denen aus Fellen zu unterscheiden, machten aber einen Mantel vom Preis her weit verkäuflicher. Von den Begründern der Berliner Besatz- und Pelzindustrie sind im Lauf der Jahre, neben H. Wolff, Betriebe wie A. B. Citroen, J. Abrahamson und Bernhard Reschowski groß und bedeutend geworden.
Die Firmen verfügten teils über eigene Werkstätten, die Pelzbesätze wurden entweder fabrikmäßig, hauptsächlich jedoch außer Haus, von sogenannten Zwischenmeistern gefertigt und wohl meist dort auch auf die Stoffkonfektion aufgearbeitet. Als Zwischenmeister betätigten sich Kürschner mit oder ohne den, für das Detailgeschäft mit eigener Anfertigung nötigen, Meisterbrief aber auch Inhaber kleiner Kürschnergeschäfte, die damit die sogenannte „stille Zeit“ des Sommers überbrückten. Da die kleineren, aber teils auch größere Kürschnerfachgeschäfte selber keine Textilien führten, äußerte sich ein Berliner Kürschner 1934 derart: „Der pelzbesetzte oder gefütterte Stoffmantel ist für unsere Branche der gefährlichste Konkurrent“. – Die Besatzfelle bekam der Konfektionär von Rauchwarenhändlern in Berlin und dem Pelzhandelszentrum  Brühl in Leipzig, direkt oder über Rauchwaren-Kommissionäre. Einige große Unternehmen kauften zunehmend Teile ihres Bedarfs direkt auf den Auktionen, vor allem im Pelzzentrum Londons Garlick Hill mit dem Auktionshaus Beaver House.
Ein vertrauter Anblick im Hausvogteiviertel waren die Kürschner und Kürschnerfrauen mit ihren großen Hucken, den in Lieferdecken eingeschlagenen Abholungen und den Anlieferungen der fertig besetzten Mäntel und Jacken. Eine Unterbrechung fand die Besatzmode während der Inflationszeit (1914–1923), bis sie um 1928 erneut aufkam. Der Berliner Rauchwarenhändler Philipp Manes stellte 1941 fest: „Die deutsche Pelzindustrie würde niemals den stolzen Aufschwung genommen haben, wenn nicht in den Jahren 1928 bis 1938 die Stoffkonfektion den großen und bestimmenden Einfluß auf den Rauchwarenhandel gehabt und ihn sich für diese zehnjährige Periode gesichert hätte“.
Wie auch der größte Teil des Leipziger Rauchwarenhandels hatten die Konfektionsfirmen großenteils jüdische Inhaber. Mit der Arisierung der Betriebe, Vertreibung und Ermordung ihrer Besitzer und teils jüdischen Mitarbeiter und der Kriegszeit ging die Bedeutung Berlins als Konfektions- und Modezentrum erst einmal verloren. Im Dezember 1938 befand sich nach fünfjähriger, systematischer Verfolgung die gesamte Berliner Modeindustrie in arischer Hand.
Nach dem Krieg wurde Berlin in vier Sektoren aufgeteilt, die drei westlichen Besatzungszonen wurden 1949 der Bundesrepublik angeschlossen. Im Westteil der Stadt gewann die Konfektion einiges an Bedeutung zurück, seit 1950 mit der sogenannten „Durchreise“ als Jahreshöhepunkt. Entsprechend beschäftigten sich hier auch wieder Zwischenmeister mit der Besatzherstellung auf Stücklohnbasis. Einen Einschnitt bedeutete 1961 der Mauerbau, als ein Großteil der in Ostberlin ansässigen Zwischenmeisterbetriebe plötzlich abgeschnitten wurde. Die Westberliner Kürschnereien verloren damit einen Großteil ihrer bisher von Ost nach West pendelnden Arbeitskräfte, für die eine Beschäftigung im Westteil der Stadt durch das Währungsgefälle bis dahin besonders lohnend war.
Der Pelzgroßhandel hatte sich aus dem in der sowjetisch besetzten Zone gelegenen Leipzig zurückgezogen und um die Frankfurter Niddastraße herum bildete sich ein neues Pelzhandelszentrum. Anfang der 1960er Jahre gab es dort noch kaum deutsche Pelzkonfektionäre, dafür aber eine ganze Menge von Pelzwerkstätten, die für die Industrie Besätze anfertigten. Anfang der 1970er Jahre konnten sie nach dem Abflauen der Pelzbesatzmode für die Damenoberbekleidung bei gleichzeitigem Beginn eines extremen Pelzbekleidungsabsatzes meist problemlos in reine Pelzkonfektionsunternehmen oder zumindest in Pelzproduktionswerkstätten umgewandelt werden.

## Fellarten

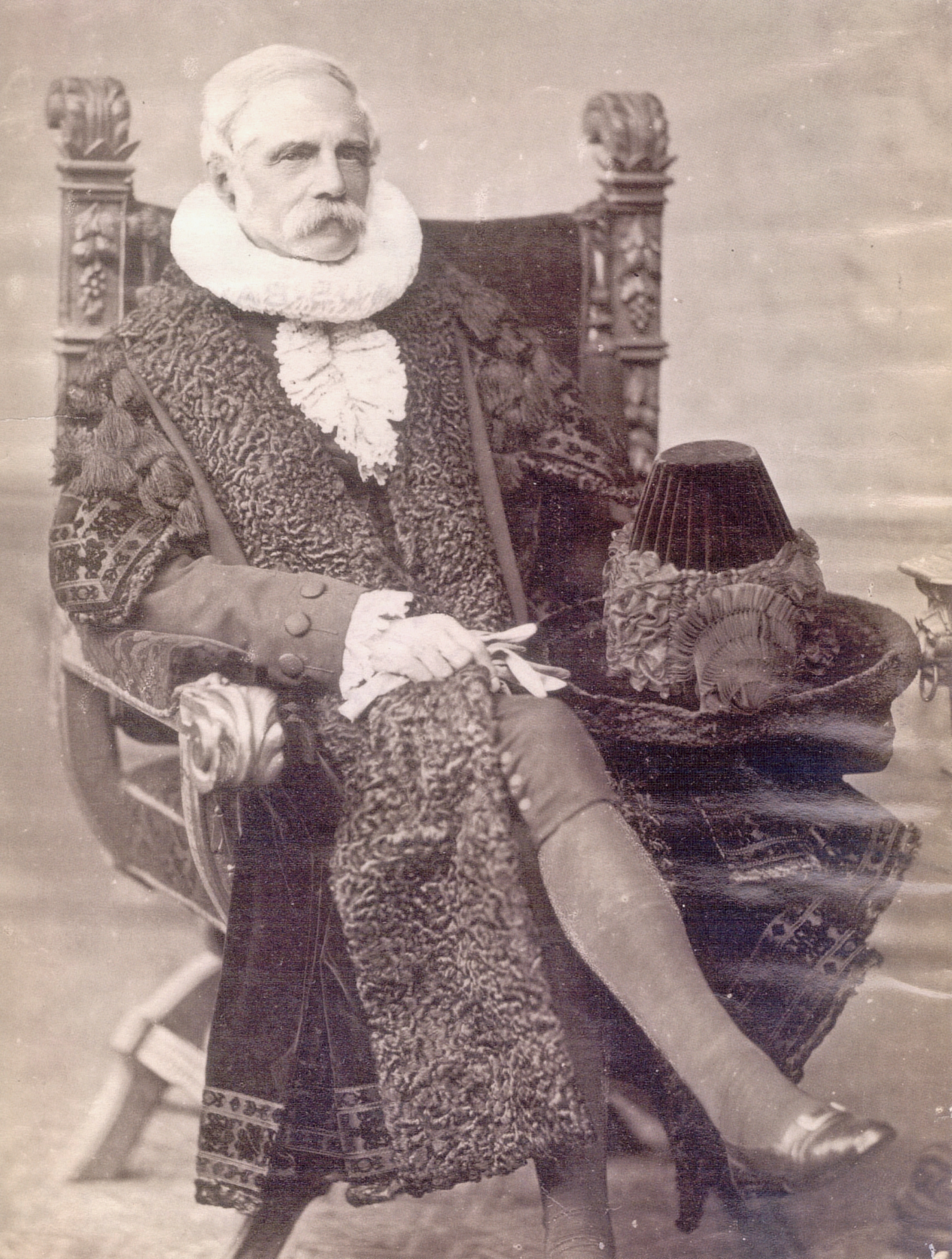
Hamburger Bürgermeister, Persianer (1892)

Die für den Besatz auf Tuchmäntel infrage kommenden Fellarten werden in der Branche als „Besatzartikel“ oder als „Besatzfelle“ bezeichnet. „Besatzstreifen“ sind für die Konfektion vorgefertigte Fellstreifen, beispielsweise zum Besetzen von Kapuzenrändern. Als „beweglichen Pelzbesatz“ bezeichnete man in der Pelzkonfektion, eventuell nur in Österreich, separat zu tragende Pelze, die nicht am Kleidungsstück festgenäht sind, also Pelzkolliers, Boas, Schärpen, Krawatten, lose Kragen und dergleichen. Auch vielleicht nur in Österreich üblich war die Bezeichnung „Pelzbandeau“ für „eine Schleife aus Pelz, […] ein Pelzband, das am Saum eines Tuchmantels diesen abschließt oder verlängert“.
Für den vor allem als Besatz bezeichneten Belag von Kragen, aber ganz besonders für Kapuzenverbrämungen, sind besonders die langhaarigen, dekorativen Fellarten gebräuchlich, allen voran die verschiedenen Sorten der Fuchsfelle. Außerdem fanden die jeweils in der Pelzmode bevorzugten Pelzarten regelmäßig Eingang in die Besatzmode der Zeit. So war auch das gelockte oder moirierte Karakulfell, der Persianer, von dem man es vielleicht nicht erwarten würde, immer wieder ein beliebter Besatzartikel. Um die Wende zum 20. Jahrhunderts schmückte russischer Persianer in ganz besonderem Maß sogar die Tracht der Hamburger Bürgermeister, die ärmellosen Mäntel der Lübecker Ratsherren waren mit Nerz verbrämt.
In den 1930er Jahren war das als „Amerikanisches Opossum“ bezeichnete Fell des südamerikanischen und vor allem des nordamerikanischen Opossums für Besatzzwecke besonders gebräuchlich. Ein Fachbericht aus der Zeit beschrieb ausführlich, wieso es dafür so geeignet ist und worauf es bei Besatzfellen ankommt. Es heißt dazu dort unter anderem:
„Ausschlaggebend für die Beliebtheit ist nicht der Preis, eine so wichtige Rolle er auch spielt, sondern der Haarcharakter, dessen Hauptvorzug seine Vielseitigkeit ist. Amerikanisches Opossum ist nämlich kein Fell mit einem unbedingt typischen Naturcharakter, sein Haarschlag vereinigt vielmehr die Arteigentümlichkeiten verschiedener Tierarten. Aus diesem Grunde ist es möglich, den Charakter des Felles durch die Unterstreichung erwünschter und die Unterdrückung unerwünschter Artmerkmale recht weitgehend zu ändern. Die Variationsmöglichkeiten bei der Veredlung des Opossumfelles sind umfangreicher, als bei den meisten Stapelfellen, es ist daher trotz aller Veredlungserfolge z. B. auf Oberhaarlamm diesem Überlegen. Ein Lammfell behält in jeder Veredlungsvariation seinen typischen Schaffellcharakter. Beim Opossum sind Grannenhaar und Wollhaar in so glücklicher Weise miteinander vereinigt, daß sich das Fell je nach der stärkeren oder schwächeren Betonung bestimmter Eigenschaften im Aussehen Edelfellen verschiedener Art sehr naturgetreu angleichen läßt.
Naturell ist die Unterwolle rein weiß, die Granne ist schwarz und mit längeren weißen Leithaaren stark untermischt. Die lange harte Granne stimmt im Charakter mit dem Haar des Skunks überein, das Skunksopossum ist aus diesem Grund die älteste Veredlungsform.“
In der Vergangenheit wurde durch Neuzüchtungen, vor allem aber durch Veredlungen, das Angebot unterschiedlicher Pelzoptiken größer. Der Begriff Veredlung umfasst in der Pelzbranche die gesamte Weiterbehandlung der Felle nach dem Gerbvorgang, vor der Verarbeitung zu Pelzprodukten. Durch die Pelzveredlung ist man in der Lage, teurere Pelzarten durch billigere Felle zu imitieren, das sind insbesondere Veredlungen von Kanin- und Lammfellen. Die Nachahmung wertvollerer Arten hat heute keine Bedeutung mehr. Vor allem ist es inzwischen möglich, Besatzfelle in alle Modefarben dauerhaft einzufärben, passend zu den jeweils zu besetzenden Kleidungsstücken.
Zuletzt wurden hauptsächlich langhaarige Felle für Besätze verwendet. Das waren vor allem alle Arten der Füchse, Waschbär, Coyotenfelle, das ehemals recht gefragte Skunkfell fand kaum noch Beachtung. Mit mittellangem Haar, weil preiswert und in großer Anzahl verfügbar, das Kaninfell. Außerdem in geringerem Umfang Nutria, Feh, Chinchilla, Felle aus der zoologischen Familie der Marder, wie Zobel, Baummarder, Steinmarder und Iltis. Bei den eher kurzhaarigen Fellen dominiert der Nerz. Das durch in manchen Gegenden durch staatlich angeordnete Bejagung der Bisamratte eigentlich reichlich anfallende Bisamfell wird kaum mehr einer Nutzung zugeführt. Lamm- beziehungsweise Schaffell findet in verschiedenen Haarlängen, glatthaarig oder als gekräuseltes Tibetlamm und in allen Einfärbungen eine vielfache Anwendung.

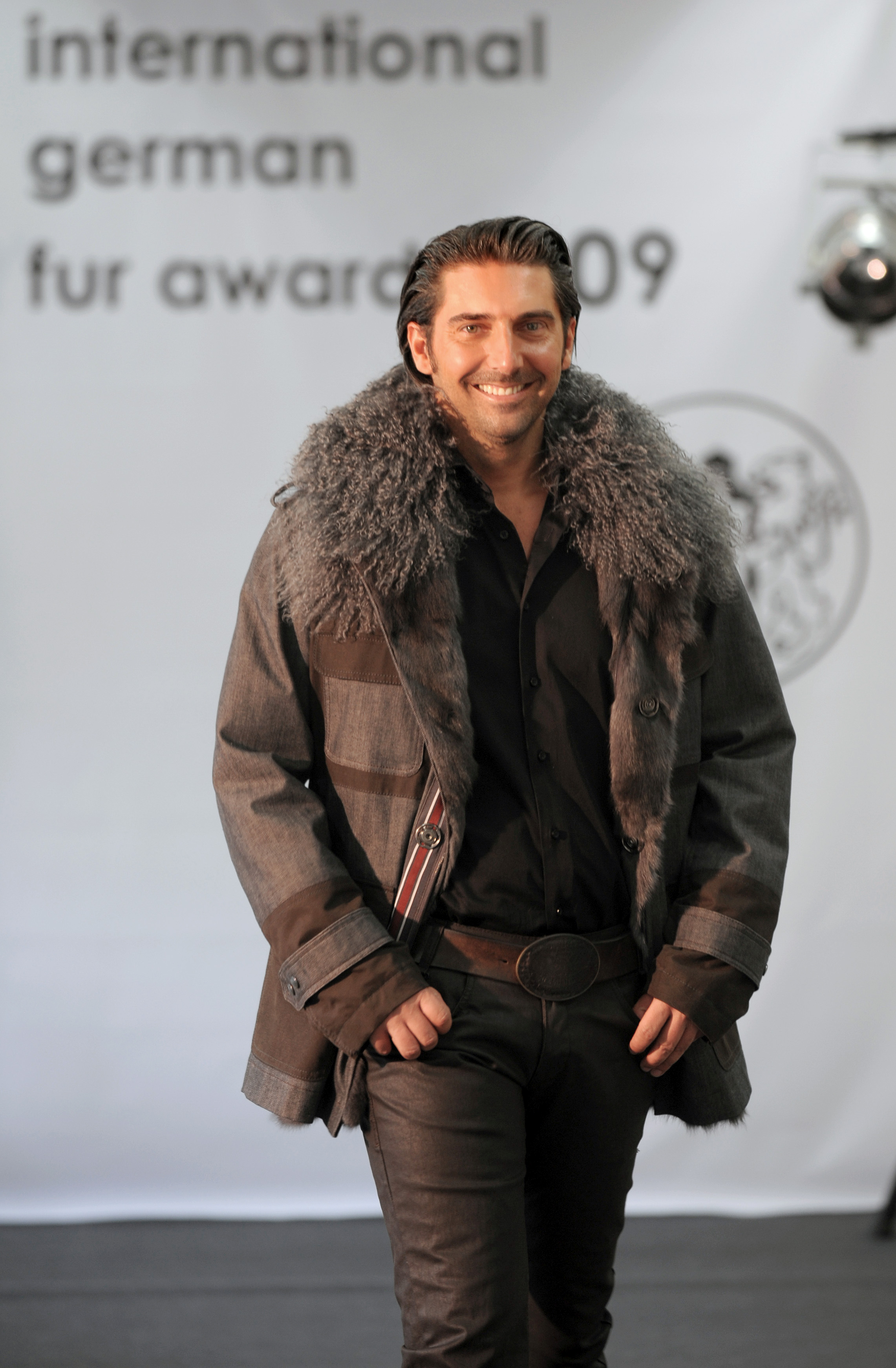
Herrenjacke, Tibetlamm (2009)
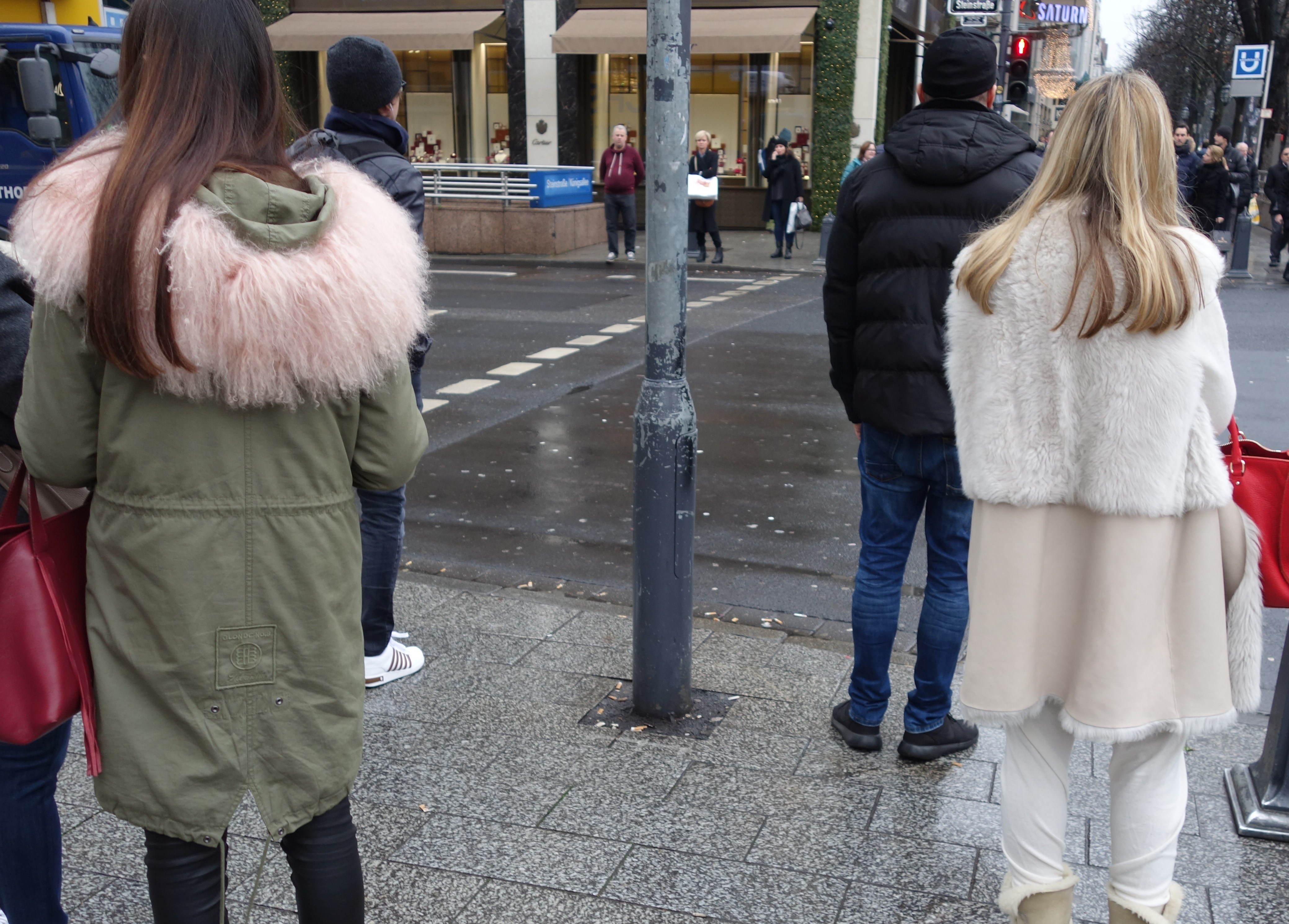
Links Tibetlamm, rechts Toskanalamm (2016)
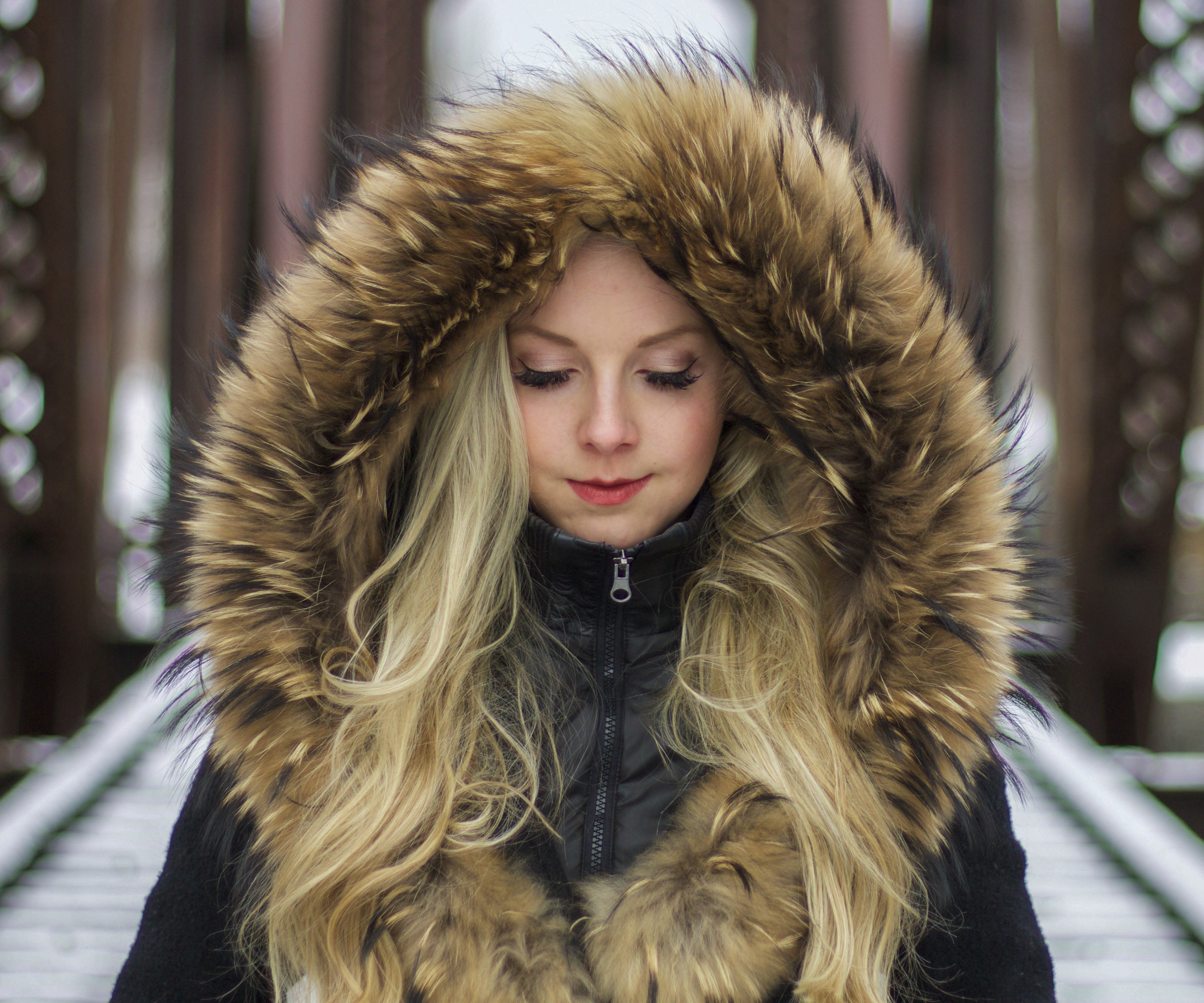
Kapuzenverbrämung, Seefuchsfell (2017)
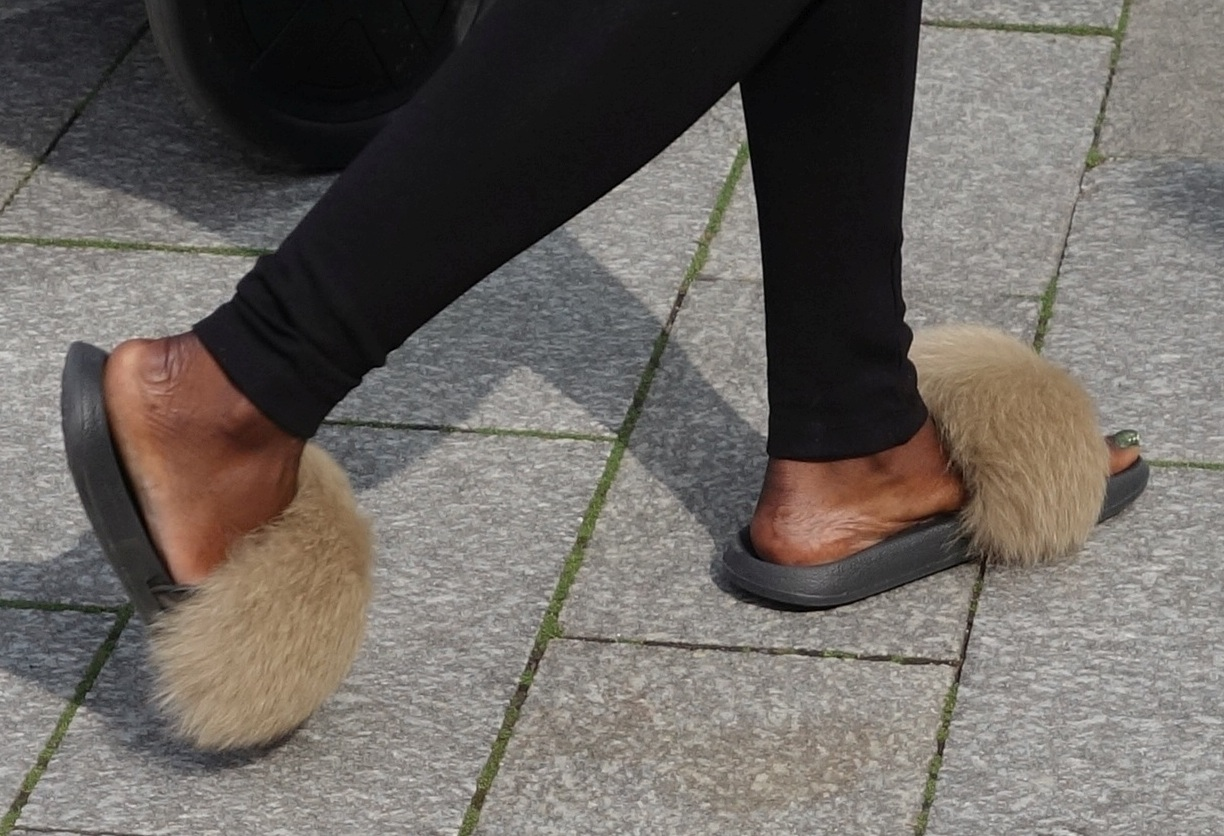
Sandalen-Besatz, gefärbter Blaufuchs (2019)
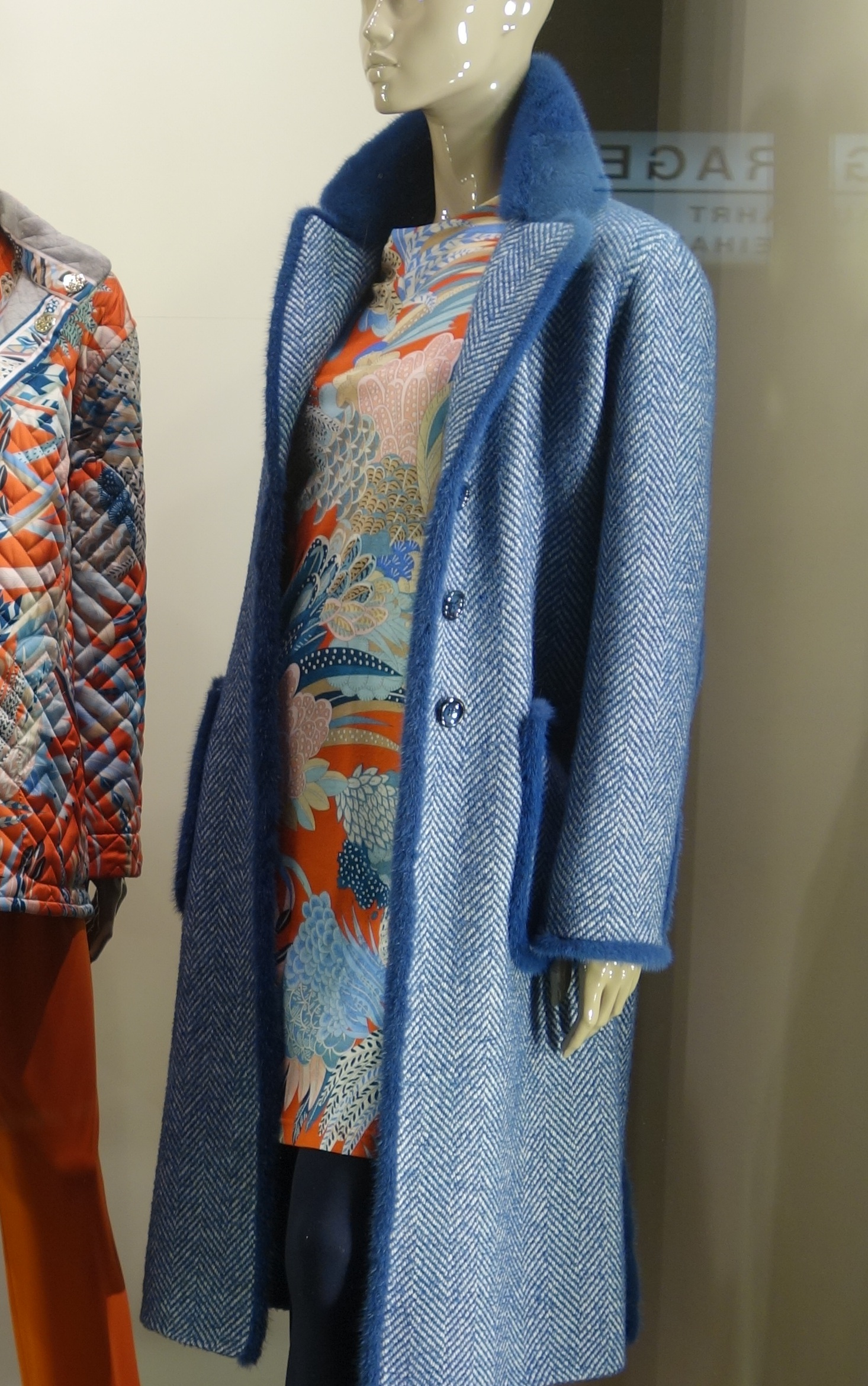
Tuchmantel, mit gefärbtem Nerz verbrämt (2020)

## Verarbeitung

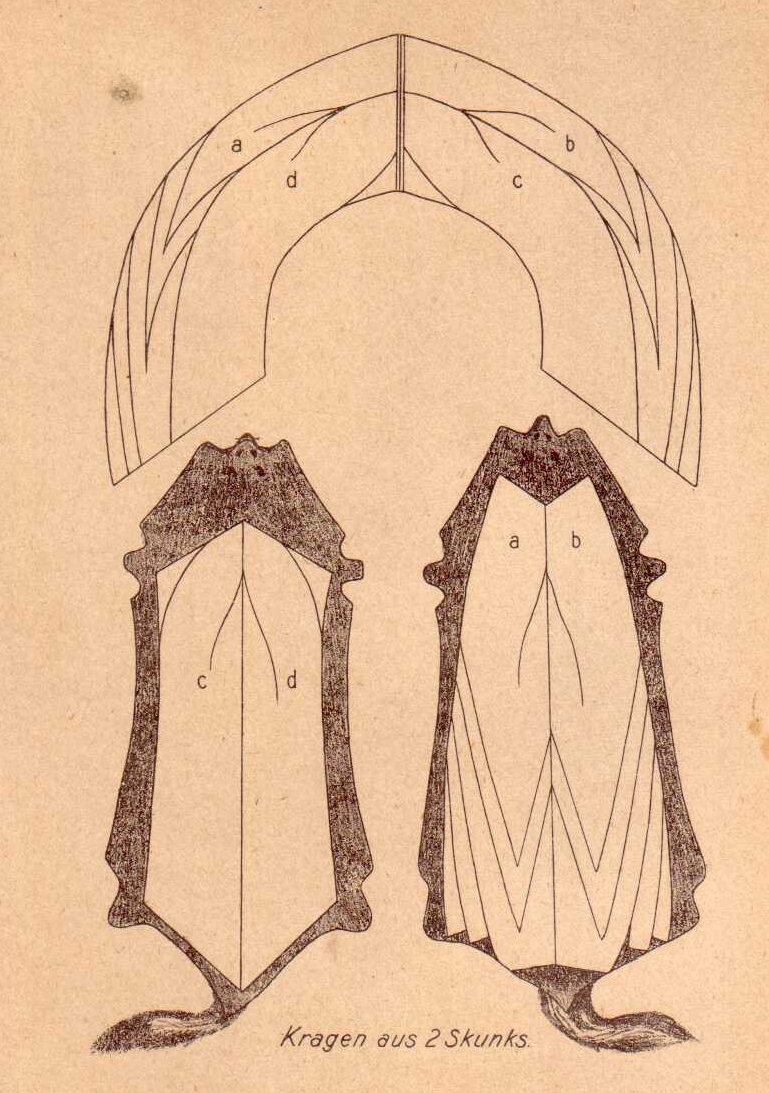
Zwei Skunkfelle, Verarbeitung zu einem Kragen (1895)

In einer Untersuchung des Jahres 1895 über die Kürschnerei im sächsischen Frankenberg, kurz vor dem allgemeinen Aufkommen der heutigen, teils sehr aufwändig und kunstvoll gearbeiteten Pelzkleidung mit dem Fell außen, gelangte der Autor zu der Ansicht, Pelzbesätze zu fertigen sei „die schwierigste, aber auch lohnendste Arbeit des Kürschners“. In den 1860er bis 1870er Jahren wurde dort fast kein pelzgefüttertes Teil ohne Besatz gemacht. Weiterhin und allgemein gültig blieb seine Beobachtung, dass, um völlige Gleichheit beider Seiten zu erhalten die Felle versetzt werden müssen. Beim „Spiegelgleichversetzen“ wird das Fell in der Mitte, im Grotzen, der Länge nach geteilt, eine Hälfte kommt auf die rechte Seite, die andere auf die linke Seite des Kleidungsstücks.
Die Vielfalt der Besätze ermöglicht eine große Anzahl verschiedener Arbeitstechniken, die individuell abgewandelt werden müssen. Neben dem Versetzen gehört unter anderem dazu das Auslassen und Einlassen, eine auf der Haarseite unsichtbare Schnitttechnik zur Veränderung der Fellform oder das Galonieren, das Vergrößern der Fellfläche durch schmale Lederstreifen. Durch Zwecken, ein Aufspannen des im Leder angefeuchteten Felles, wird es außerdem in die gewünschte Form gebracht, bevor es mustergetreu abgeglichen wird. Das Aufnähen auf das Stoffteil geschieht wenn möglich mit der Pelznähmaschine, in der Schneiderei vielleicht ersatzweise mit der Steppmaschine, ansonsten mit Handnähten.

## Pflege
Pelzfelle dürfen, bis auf solche mit extra dafür vorgesehener Gerbung, nicht gewaschen werden, da dabei das Fett mit entfernt würde, welches das Leder weich hält. Die klassische und schonendste Pelzreinigung geschieht mit Holzmehl, dem eine Reinigungsflüssigkeit zugesetzt wurde, dem sogenannten Läutern. Dies ist bei Textilteilen mit Pelzbesatz kaum möglich. Früher wurde deshalb vor dem Waschen des Stoffteils der Pelz abgetrennt und anschließend neu aufgenäht. Spezialbetriebe sind inzwischen in der Lage, die pelzbesetzten oder pelzgefütterten Kleidungsstücke chemisch zu reinigen und dabei das Leder wieder aufzufetten. Ist nur der Pelzbesatz durch Hautfett oder sonst wie verschmutzt, kann er jedoch, in der Art des Läuterns, von Hand gereinigt werden.